# Andrej Rubljow (Film)
Andrej Rubljow (Originaltitel Андрей Рублёв) ist ein sowjetischer Spielfilm von Andrei Tarkowski aus dem Jahr 1966. In Episoden erzählt und mit Ausnahme des Epilogs in Schwarzweiß gedreht, macht er ein Vierteljahrhundert spätmittelalterlicher russischer Zeit- und Persönlichkeitsgeschichte lebendig. Im Mittelpunkt steht mit Andrej Rubljow der im nationalen Verständnis bedeutendste russische Ikonenmaler. Ein bestimmtes Genre wollten die beiden Drehbuchautoren Tarkowski und Kontschalowski erklärtermaßen nicht bedienen. Thematisch kreist der Film um das spannungsvolle Wechselverhältnis zwischen Künstler und Gesellschaft. Das „differenzierte und figurenreiche Panorama“, das Vertreter aller Schichten einschließt, kulminiert in der letzten Episode im Porträt des laut Regiekonzept „eigentlichen geistigen Helden“, des jungen Glockengießers Boriska, gespielt von Nikolai Burljajew, den Tarkowski bereits für die Hauptrolle in seinem ersten Langfilm, Iwans Kindheit, besetzt hatte. Die titelgebende Hauptrolle des Andrej Rubljow wird von Anatoli Solonizyn bekleidet, der fortan zum engsten Kreis der von Tarkowski bevorzugten Darsteller gehörte.
Der Film löste in der Sowjetunion bereits kontroverse Debatten aus, noch bevor die Dreharbeiten überhaupt begannen. Als Tarkowski ihn nach fünfjähriger Entstehungszeit einreichte, knüpfte man seine Freigabe an Auflagen. Tarkowski kam ihnen partiell nach; unter anderem milderte er einige als zu gewaltvoll kritisierte Szenen etwas ab. Im Ergebnis entstanden drei Schnittfassungen; zwei sind erhalten und tragen sogar verschiedene Titel: Strastni po Andreju („Andreas-Passion“, 205 Minuten, 1966) und Andrej Rubljow (185', 1969). Nicht zuletzt auf Druck aus dem westlichen Ausland wurde der Film in der Drittfassung, die auch Tarkowski offiziell favorisierte, schließlich nach und nach freigegeben: 1969 für die Filmfestspiele in Cannes – wo er, außerhalb des Wettbewerbs laufend, den FIPRESCI-Preis gewann –, 1971 für das sowjetische und 1973 für das internationale Kinopublikum. Die volle Würdigung für Andrej Rubljow setzte im Inland erst im Zuge von Perestroika und weltweit mit der Verfügbarkeit der durch Tarkowski autorisierten Fassungen ein. Seitdem rangiert der Film in nationalen und internationalen Rankings durch Kritiker und Regisseure regelmäßig auf vorderen Plätzen.

## Inhalt
Eingebettet in einen Pro- und Epilog, gliedert sich die eigentliche Filmerzählung in acht zeitlich zum Teil weit auseinanderliegende Episoden. Andrej Rubljow, Mönch und Ikonenmaler, ist als Einziger in allen acht vertreten, wenngleich nicht immer der Hauptakteur. Historisch verbürgt sind außer ihm auch die Ikonenmaler Theophanes der Grieche und Daniil Tschorny, beide älter als er und Künstler, mit denen Rubljow zeitweise zusammenarbeitet. Weitere wichtige Nebenfiguren sind fiktiv: der Mönch Kirill (wie Rubljow und Tschorny im Andronikow-Kloster beheimatet), die stumme Durochka (eine „heilige Närrin“) sowie der junge Glockengießer Boriska.
Prolog:
Ohne Zeitangabe und ohne unmittelbaren Bezug zur Haupthandlung und -figur, zeigt der Prolog Gelingen und Scheitern einer kühnen Grenzüberschreitung: Vom Turm einer ländlichen Kirche aus bereiten einige Bauern den Flug eines Heißluftballons vor; Eile ist geboten, denn ein aufgebrachter Mob („Das ist gegen Gott!“) drängt vom nahen Fluss heran; der Start glückt dennoch und man erlebt, aus der Perspektive des Ballonfahrers, das erhebende Gefühl des Fliegens – wie auch den jähen Absturz.
Der Gaukler (1400):
Gemeinsam mit Kirill und seinem Lehrmeister Daniil bricht Rubljow nach Moskau auf, um dort als Ikonenmaler zu arbeiten. Unterwegs von einem Gewitterregen durchnässt, finden sie Zuflucht in einem Gehöft, wo ein Gaukler das Bauernvolk mit Spottliedern auf die weltliche und geistliche Obrigkeit unterhält. Bald darauf trifft berittene Soldateska ein, die den Freigeist festnehmen und sein Instrument zerschlagen. Die drei Mönche ziehen weiter.
Theophanes der Grieche (1405):
Während das Volk einer öffentlichen Hinrichtung beiwohnt, stattet Kirill dem hoch angesehenen Theophanes einen Besuch ab. Auf dessen Bemerkung, der Ruf von Rubljows Kunst sei auch zu ihm schon vorgedrungen, erwidert er, an seine, Theophanes', reiche sie nicht heran. Mit seinen Gehilfen höchst unzufrieden, bietet der Meister ihm an, bei seinem nächsten Auftrag, der Ausgestaltung der Moskauer Verkündigungskathedrale, in seine Dienste zu treten. Kirill willigt ein, macht aber zur Bedingung, dass er, in seinem Kloster und im Beisein Rubljows, von ihm persönlich darum gebeten werden möchte. Theophanes schickt jedoch nur einen Boten, und dieser richtet das Anerbieten – an Rubljow. Der sagt hocherfreut zu, ohne sich zuvor bei seinen früheren Gefährten zu versichern, ob sie bereit sind, ihn erneut zu begleiten. Darüber gekränkt, lehnt Daniil ab, zeigt sich aber bei Rubljows Abschied versöhnt. Zutiefst verletzt ob der Demütigung, entsagt Kirill dem Mönchsleben ganz und zieht, unter Schmähreden auf die Verlogenheit seiner Klosterbrüder, hinaus „in die Welt“.
Passion nach Andrej (1406):
In Streitgesprächen mit seinem naiven jungen Schüler Foma, vor allem aber mit Theophanes sucht Rubljow nach den Gründen, die sein künstlerisches Schaffen bestimmen. Theophanes' Bekenntnis, er diene Gott und nicht den wankelmütigen Menschen, hält er entgegen, er könne so nicht arbeiten. Eine Prozession der Kreuztragung durch russische Bauern vor seinem geistigen Auge, nimmt er Partei für das einfache Volk, das trotz des Leids durch Hunger, Krankheit und Gewalt immer wieder aufstehe.
Das Fest (1408):
In einer Frühlingsnacht ist Rubljow mit Foma im Wald unterwegs, um Holz zu sammeln, als ein spukhaftes Treiben ihn magisch anzieht: ein orgiastisches heidnisches Fest, bei dem Männer und Frauen, spärlich bekleidet oder ganz nackt, mit Fackeln durch den Wald laufen und sich der freien Liebe hingeben. Rubljow nähert sich ihnen, fällt durch seine Mönchskutte auf, wird überwältigt und so festgebunden, als würde er gekreuzigt. Eine der Frauen, Marfa, entdeckt ihn und lässt sich auf einen Disput mit ihm ein; er versucht sie mit Worten zu bekehren, sie ihn mit ihren Reizen, noch bevor sie ihn losbindet... Am Morgen kehrt er, sichtlich gezeichnet, zu den Seinen zurück, die ihn am Fluss erwarten. Vom Boot aus werden sie Zeugen, wie berittene Schergen des Großfürsten die „Ungläubigen“ aufreiben und jagen. Einzig Marfa kann schwimmend entkommen.
Das Jüngste Gericht (1408):
Rubljow hat den Auftrag des Großfürsten angenommen, die Kathedrale von Wladimir mit dem Jüngsten Gericht zu schmücken. Alle Vorarbeiten sind getätigt, doch Rubljow zögert, seit zwei Monaten schon. So, wie die Darstellung vereinbart wurde und wie sie auch Daniil, der wieder an seiner Seite ist, gutheißt, will er sie nicht realisieren: Das hieße, die Menschen in Schrecken zu versetzen. Doch die Moral seiner Gehilfen leidet; nach Foma setzen sich auch einige Steinmetze ab, die der Bruder des Großfürsten damit lockt, an anderer Stelle noch prächtiger zu bauen. Der Großfürst wiederum schickt ihnen seine Häscher nach, die sie unterwegs abfangen und ihnen die Augen ausstechen. Darüber vollends verzweifelt, bewirft Rubljow die weißen Wände mit schwarzer Farbe. Die Ankunft der stummen „heiligen Närrin“ Durochka, die auf den Anblick ihrerseits entsetzt reagiert, scheint jedoch seine schöpferische Blockade zu lösen.
Der Überfall (1408):
Die auf Drängen des Metropoliten arrangierte Versöhnung zwischen dem Großfürsten und seinem ehrgeizigen jüngeren Bruder erweist sich als Scheinmanöver. In einem Moment, da der Eine außer Landes ist, nutzt der Andere die Gunst der Stunde, um, im Bund mit Tataren, Wladimir zu erobern. Die wehrlose Zivilbevölkerung erleidet ein schreckliches Blutbad. Auch die, die sich in die Kathedrale geflüchtet haben, werden nicht verschont, unter ihnen Rubljows Gehilfen. Er selbst tötet einen russischen Eindringling, der Durochka in eindeutiger Absicht verschleppt, mit einer Axt. In der schwer geschädigten Kathedrale, inmitten seiner halb verbrannten Gemälde begegnet ihm schließlich der Geist des verstorbenen Theophanes. Ihm gegenüber kündigt er seine Berufung auf: Er wolle nie wieder malen. Theophanes versucht ihn zu beschwichtigen, doch Rubljow erhärtet sein vieldeutiges „Ich habe den Menschen nichts mehr zu sagen“ durch das Gelübde, fortan zu schweigen.
Das Schweigen (1412):
Russland leidet seit drei Jahren unter Missernten, das hungernde Volk stirbt oder zieht weg. Auch die Klöster darben. Gebrochen kehrt Kirill ins Andronikow zurück und bittet auf Knien um Wiederaufnahme, die der Abt ihm letztendlich gewährt unter der Auflage, die Heilige Schrift fünfzehn Mal abzuschreiben. Im Kontrast zur allgemeinen Not steht der offen zur Schau gestellte Wohlstand der Herrschenden, der im Kloster augenfällig wird, als ein Trupp berittener Tataren aufkreuzt und der ausgehungerten Hundemeute Fleischstücke vorwirft, um sich an dem Schauspiel zu ergötzen. Durochka, die seit jenem Überfall mit Rubljow ein schweigendes Paar bildet, ergattert ein Reststück und lässt sich vom Prunk der Tataren ködern. Rubljow versucht sie mit aller Kraft aus deren Bannkreis wegzuziehen; erst als sie ihn bespuckt, lässt er von ihr ab. Sie reitet davon mit dem Wortführer, der sich damit brüstete, sie zu seiner achten Frau zu machen.
Die Glocke (1423):

Nikolai Burljajew als Boriska auf dem Denkmal für Tarkowski in Susdal

Tarkowski (links) und Anatoli Solonizyn als Andrej Rubljow auf dem gleichen Denkmal

In den von der Pest entvölkerten Dörfern sucht man im Auftrag des Großfürsten nach einem Meister des Glockengießens. Alle seien tot, berichtet der halbwüchsige Boriska. Sein Vater jedoch habe ihm, auf dem Sterbebett, das Geheimnis des Glockenmetalls verraten; er sei nun der Einzige, der es kenne. Man glaubt ihm nicht, kommt aber überein, dass es seinen Kopf kostet, wenn er scheitert. Mit Feuereifer stürzt sich Boriska in die Arbeit und strapaziert bald schon die Geduld der zumeist weitaus Älteren, die er befehligt, vor allem als es darum geht, den geeigneten Lehm zu finden. Indem das Projekt gedeiht und weitere Gewerke einbindet, zieht es zunehmend auch Schaulustige an, allen voran Rubljow. Gebannt verfolgt er, wie der Junge sich verausgabt, an der Aufgabe wächst und ihn der Mut erst dann verlässt, als – unter den Augen von ganz Wladimir und den abfälligen Bemerkungen der hohen Herren vom „hohen Ross“ herab – der Augenblick der Wahrheit gekommen ist: Tönt die tonnenschwere Glocke oder nicht? Eine gefühlte Ewigkeit vergeht, bis der Klöppel, den ein Mann unter Aufbietung aller Kräfte allmählich in Schwingung versetzt, zum ersten Mal anschlägt – und ihr Wohllaut die Ebene vor der Stadt erfüllt... Als die Menge sich zerstreut, findet Rubljow Boriska allein, völlig aufgelöst und schluchzend: Sein Vater sei missgünstig gewesen, offenbart er, und habe sein Geheimnis mit ins Grab genommen. Rubljow beruhigt ihn und bricht sein Schweigen: „Jetzt werden wir beide gemeinsam ziehen. Du wirst Glocken gießen, und ich Ikonen malen. Gemeinsam ziehen wir zur Dreifaltigkeit. Für die Menschen ist das ein richtiges Fest, so eine Freude hast du geschaffen.“
Epilog:
Im Epilog, dem einzigen Teil in Farbe, sieht der Betrachter, geführt von einer ruhigen Kamera, einige von Rubljows historisch überlieferten Fresken und Ikonen in der Gesamtschau und in Detailansichten, die auch ihre Wunden nicht verbergen. Die Schlusseinstellung zeigt eine Flusslandschaft mit Pferden hinter einem dichten Regenschleier.

## Entstehung
In der Regel wandte sich Tarkowski bereits einem neuen Film zu, noch bevor der alte abgeschlossen war. So auch am Anfang seiner Karriere: Die Arbeit an seinem Debüt Iwans Kindheit war noch in vollem Gange, als er sich schon mit Andrej Rubljow zu beschäftigen begann. Allerdings kam der Anstoß dazu, wie er selbst erzählt, nicht von ihm. Der Schauspieler Wassili Liwanow habe ihm und Andrei Kontschalowski den Vorschlag gemacht, zu dritt ein Drehbuch über den berühmten Ikonenmaler zu schreiben, und sich selbst als Hauptdarsteller angeboten. Während Liwanow später durch ein berufliches Engagement verhindert gewesen sei, hätten Tarkowski und Kontschalowski – als Ex-Kommilitonen und Co-Autoren ihrer ersten Skripts ein eingespieltes Team – sofort Feuer gefangen und rasch Fortschritte gemacht. Schon nach wenigen Monaten reichten sie ihr Exposé zum Drehbuch ein, auf dessen Grundlage Anfang 1962 der Produktionsvertrag unterzeichnet wurde. Bis zur Annahme des Treatments – ihrer dritten Fassung des Drehbuchs – im Dezember 1963 dauerte es allerdings knapp zwei Jahre.
Im Unterschied zu seinem Erstling wuchs sich Tarkowskis zweiter Film schnell zu einem Mammutprojekt aus. Bei Iwans Kindheit verbot sich das allein schon durch das enge Budget- und Zeitkorsett; bei Andrej Rubljow sahen die Drehbuchautoren zunächst einmal keinen Grund, sich Beschränkungen aufzuerlegen. Laut Kontschalowski hätte der Film, wäre die nach rund einem Jahr fertiggestellte erste Fassung umgesetzt worden, eine Länge von fast sieben Stunden gehabt. Damit wäre er sogar kürzer gewesen als die nur wenige Jahre später tatsächlich realisierte Mosfilm-Produktion Krieg und Frieden. Einen Monumentalfilm strebten sie aber ohnehin nicht an. Ihr beratendes Gremium riet ebenfalls zu Kürzungen. Es drängte allerdings auch immer wieder auf Änderungen und zweifelte an der Realisierbarkeit des Projekts. Den entscheidenden Schub brachte schließlich die Vorveröffentlichung des „literarischen Drehbuchs“ (eine in der Sowjetunion übliche Zwischenstufe in Prosaform); es erschien im April/Mai 1964 im führenden Fachmagazin Iskusstwo Kino. Einen Monat danach gab Mosfilm grünes Licht für die Produktion.

### Intention und Genese

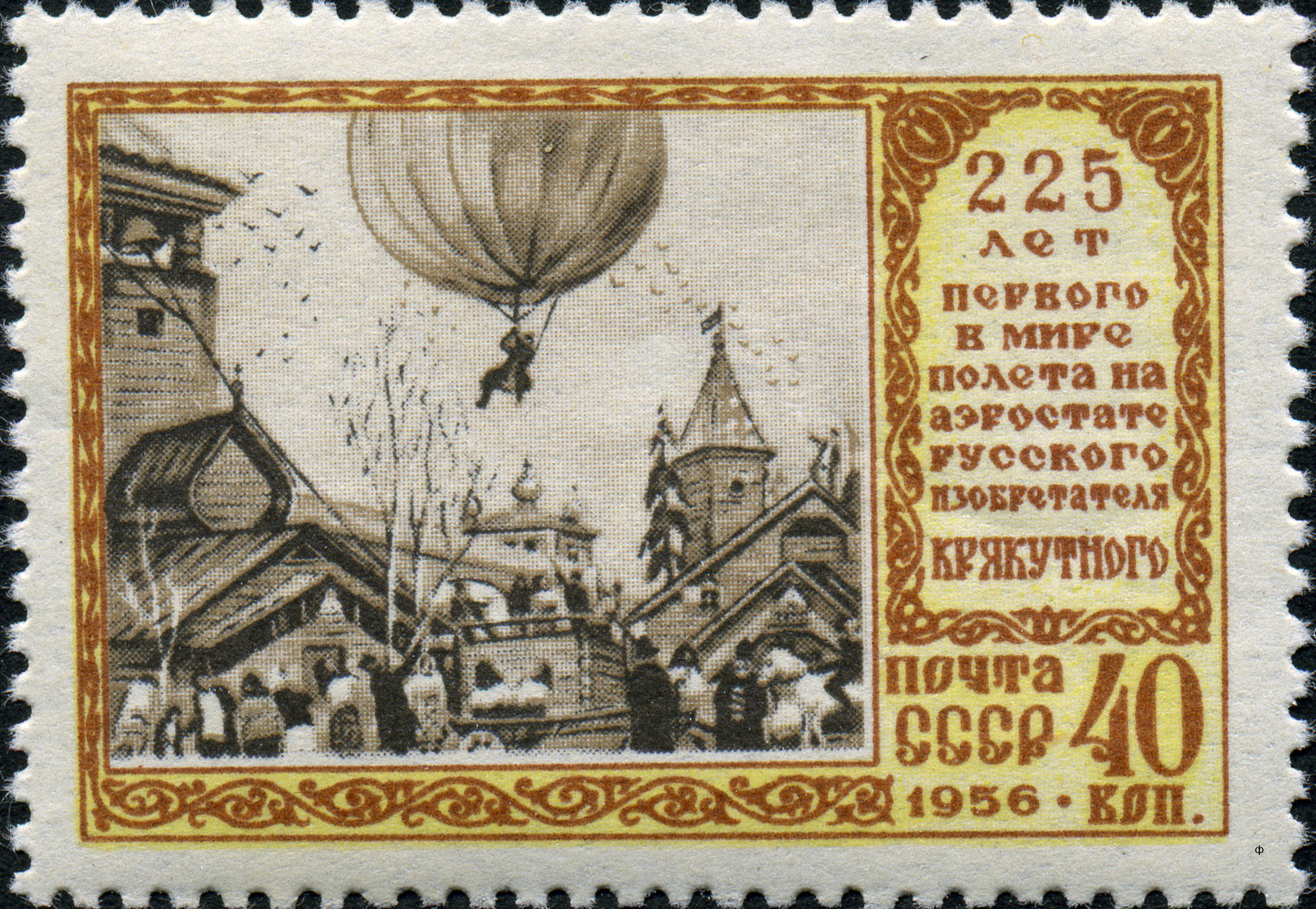
Sowjetische Briefmarke, die 1956 den 225. Jahrestag des – unbewiesenen – weltweit ersten Heißluftballonflugs durch einen Russen feiert

„Konzept und Ziel eines Films müssen für den Regisseur von allem Anfang an feststehen“, erklärt Tarkowski in seinem theoretischen Hauptwerk Die versiegelte Zeit, und meint, es sei das Wichtigste im Arbeitsprozess überhaupt, diese Intention nicht aus den Augen zu verlieren. Worauf es ihm bei Andrej Rubljow ankam, bekannte er schon früh und wiederholt sehr klar. Ein Historienfilm sollte es auf keinen Fall werden. Zwar hatte er mit Kontschalowski intensiv recherchiert und wollte „jene schöne und zugleich schwere Zeit“ darstellen, „als das große russische Volk entstand und erstarkte“, aber nicht „dekorativ und theatralisch“, sondern „historisch glaubwürdig“. Auch ein Biopic schloss er aus. „Rubljows Biografie ist und bleibt für uns ein Rätsel“, heißt es im Exposé zum Drehbuch programmatisch; man wolle in sie nichts hineingeheimnissen. Hauptanliegen sollte vielmehr sein, Rubljows „poetisches Talent“ zu erforschen, die „Psychologie des schöpferischen Tuns eines Künstlers, der ethische Werte von so ungeheurer Bedeutung schuf“. Mit seiner Vorliebe für „äußerlich statische Charaktere“, die sich nicht entwickeln, „jedoch dank der sie beherrschenden Leidenschaften voller innerer Spannung sind“, sah Tarkowski sich selbst in der Nachfolge Dostojewskis. Unbedingt lösen wollte er sich von der konventionellen Spielfilmdramaturgie, die aus seiner Sicht noch keinem arteigenen Regelwerk folgte, sondern weitgehend dem des Theaters. Zu seiner Richtschnur machte Tarkowski die „emotionale Logik“, eine „getreue Wiedergabe von Empfindungen“. Aus diesen Präferenzen erklärt sich auch die episodische Erzählstruktur von Andrej Rubljow.
Tarkowskis Konzeption einer inneren Biografie war im Frühstadium der Genese seines Films auch formal deutlich sichtbar. Sie sah die Entstehungsgeschichte von Rubljows Fresko Das Jüngste Gericht als Rahmenhandlung vor, in die Szenen aus der Vergangenheit des Künstlers eingebaut werden sollten. Später rückte Tarkowski von dieser subjektiven Perspektive ab zugunsten eines eher beobachtenden Protagonisten (den man beispielsweise nie malen sieht) – auch in der Absicht, den Zuschauer zu aktivieren. Die Strukturierung als Zweiteiler trat im Drehbuch noch klarer zutage als im realisierten Film: Jeder Teil hatte ursprünglich einen Prolog. Der erste sollte ein historisches Großereignis ins Bild setzen: die Entscheidungsschlacht der Russen gegen die Tataren auf dem Kulikowo-Feld. Doch man genehmigte weder diesen gewiss aufwendigen Dreh noch einen kostengünstigeren Alternativ-Vorschlag (den „Morgen danach“). So rückte Tarkowski den zweiten Prolog an die Stelle des ersten; außerdem löste er ihn aus der narrativen Verbindung mit der Haupthandlung und stattete den Szenenprotagonisten mit einem anderen Fluggerät aus: einem Heißluftballon anstelle der lange Zeit geplanten Schwingen, die aus seiner Sicht allzu vordergründig auf den Ikarus-Mythos verwiesen hätten.

### Casting und Dreharbeiten
Das Engagement von Anatoli Solonizyn erwies sich als Glücksfall für Tarkowski, auch über Andrej Rubljow hinaus. Zunächst einmal kam der für das Kinopublikum noch Unbekannte, den sich der Regisseur für die Hauptrolle wünschte, von sich aus auf ihn zu. Solonizyn, Theaterschauspieler im provinziellen Swerdlowsk, hatte das „literarische Drehbuch“ gelesen und sich auf eigene Kosten nach Moskau begeben, um bei Mosfilm vorzusprechen; er gab sich überzeugt, keiner könne Rubljow besser spielen als er. Nach den Probeaufnahmen war auch Tarkowski sicher, das gesuchte „Gesicht mit großer Ausdruckskraft“ gefunden zu haben. Nicht minder wichtig war, dass die „Chemie“ zwischen beiden am Set stimmte. In Die versiegelte Zeit erklärt Tarkowski, warum er Darsteller bevorzugt, die dem Regisseur vertrauen und nur wissen wollen, was zu spielen ist. Anders als ein Theaterschauspieler, der ein Recht auf die Frage nach dem Warum habe, müsse ein Filmschauspieler in der Lage sein, einzelne Szenen, für die ihn der Regisseur lediglich emotional einstimme, ohne Wissen um das Gesamtkonzept spontan und individuell zu improvisieren. Den „nervös-sensiblen, leicht entflammbaren“ Anatoli Solonizyn hielt Tarkowski für einen solchen „geborenen“ Filmschauspieler.
Zwei seiner „Lieblingsdarsteller“, die er bereits kannte, besetzte er in wichtigen Nebenrollen: Irma Rausch als Durochka und Nikolai Grinko als Daniil Tschorny. Mit Iwan Lapikow als Kirill war er unzufrieden; in seinen Augen spielte er ihn zu vordergründig, zu theatralisch; dem widersprach Robert Bird entschieden, der Lapikow eine brillante, bei weitem unterschätzte Leistung bescheinigte. Für die Rolle des jugendlichen Glockengießers Boriska hatte Tarkowski ursprünglich einen jungen Mann aus seinem Umfeld vorgesehen, Sergei Tschudakow, doch bevor es zu den Dreharbeiten kam, war er zu alt dafür geworden. So kam Nikolai Burljajew ein zweites Mal zum Zuge, der die Titelrolle in Iwans Kindheit ideal verkörpert hatte und im fertigen Andrej Rubljow für den halbwüchsigen Boriska geradezu prädestiniert scheint. Am Set freilich war er schwierig zu lenken, das ganze Gegenteil von Solonizyn. Um das gewünschte Ergebnis zu erreichen – einen jungen Mann, der glaubhaft innerlich unsicher wirkt, obwohl er alles tut, um dies zu verbergen – sah sich Tarkowski veranlasst, in die Trickkiste zu greifen: Über seine Assistenten ließ er Burljajew das Gerücht hinterbringen, er sei mit ihm sehr unzufrieden und werde ihn möglicherweise ersetzen...
Zeitpunkt und effektive Dauer der Dreharbeiten werden verschieden angegeben. Maja Turowskaja datiert sie vom 9. September 1964 bis November 1965, die Produzentin Tamara Ogorodnikowa und die Leiterin des Mosfilm-Archivs, Tatjana Winokurowa, hingegen von April 1965 bis Mai 1966, abzüglich einer rund halbjährigen Zwangspause wegen starken Schneefalls. Infolgedessen – so Ogorodnikowa weiter –, sei das Budget überzogen worden und habe sich am Ende auf 1,3 Mio. Rubel belaufen. Dabei seien ursprünglich 1,6 Mio. zugesagt worden. Als man nach mehrmaliger Kürzung bei 1,2 Mio. angelangt war, habe Mosfilm die Startzusage davon abhängig gemacht, dass das Filmteam sich schriftlich einverstanden erklärt mit einer weiteren Senkung auf eine Million und dem Verzicht auf die im Prolog geplante Kulikowo-Schlacht, die zu drehen in etwa 200.000 gekostet hätte. Zum Vergleich: Sergei Bondartschuk konnte für Krieg und Frieden aus einem Budget von 8,5 Mio. Rubel schöpfen.
Sechs Drehorte nennt Tarkowski namentlich: Wladimir, Susdal, Pskow, Isborsk, Petschory und den Fluss Nerl; laut Ogorodnikowa wurden, oftmals spontan, einige weitere kleine Ortschaften mit einbezogen, vor allem in der Nähe von Wladimir. Beteiligte wie Außenstehende bezeugen übereinstimmend, dass die Dreharbeiten zügig vorangingen und die Stimmung am Set gut war, ungeachtet der logistischen Herausforderungen, der Wetterprobleme und der Länge des Films. Der Löwenanteil daran wird dem Regisseur zugeschrieben; Rolan Bykow, der Darsteller des Gauklers, beschreibt ihn als obsessiv, aber nicht dogmatisch, und der Filmjournalist Lasar Lasarew „staunte über seine unerschöpflichen geistigen und körperlichen Kräfte. Am Set war er immer fokussiert, energiegeladen und hatte alles im Blick. Von ihm ging eine so starke Energie aus, eine so selbstlose, besessene Kreativität, dass er alle damit ansteckte und begeisterte.“ Der im Sommer 1966 editierte Film hatte eine Länge von 205 Minuten und trug den Titel Strastni po Andreju („Andreas-Passion“). Am 25. August wurde seine Freigabebestätigung unterzeichnet. Tatsächlich freigegeben wurde er aber erst mehr als fünf Jahre später.

Drehorte (Auswahl)
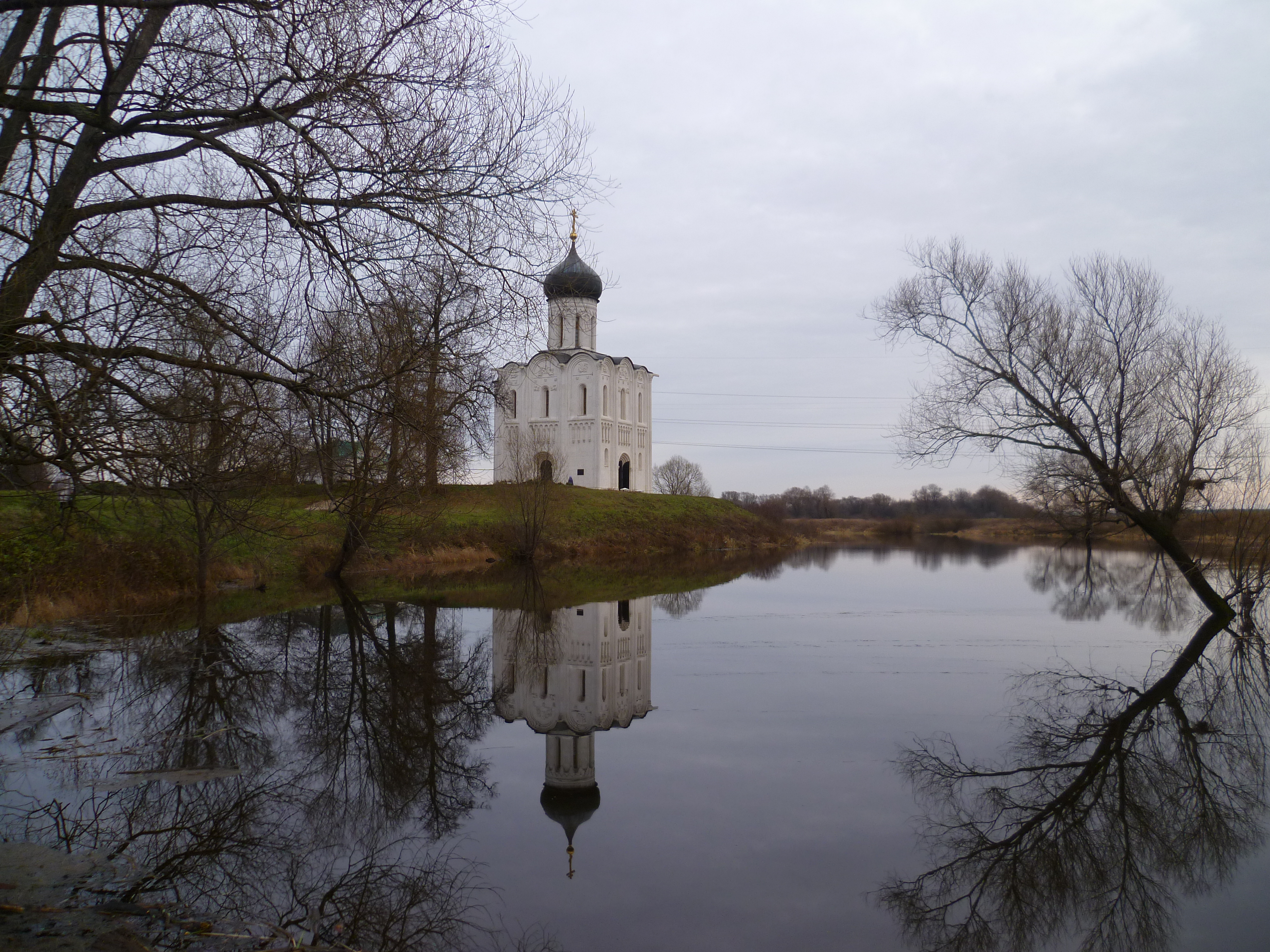
Prolog: Mariä-Schutz-und-Fürbitte-Kirche an der Nerl
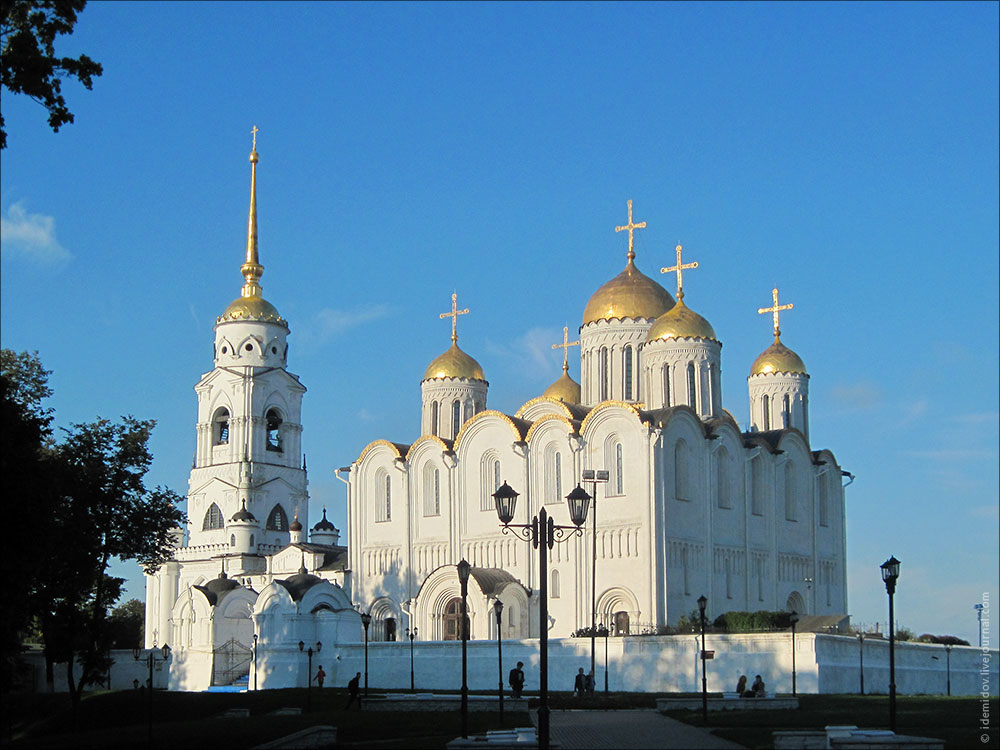
Das Jüngste Gericht und Der Überfall: Kathedrale in Wladimir
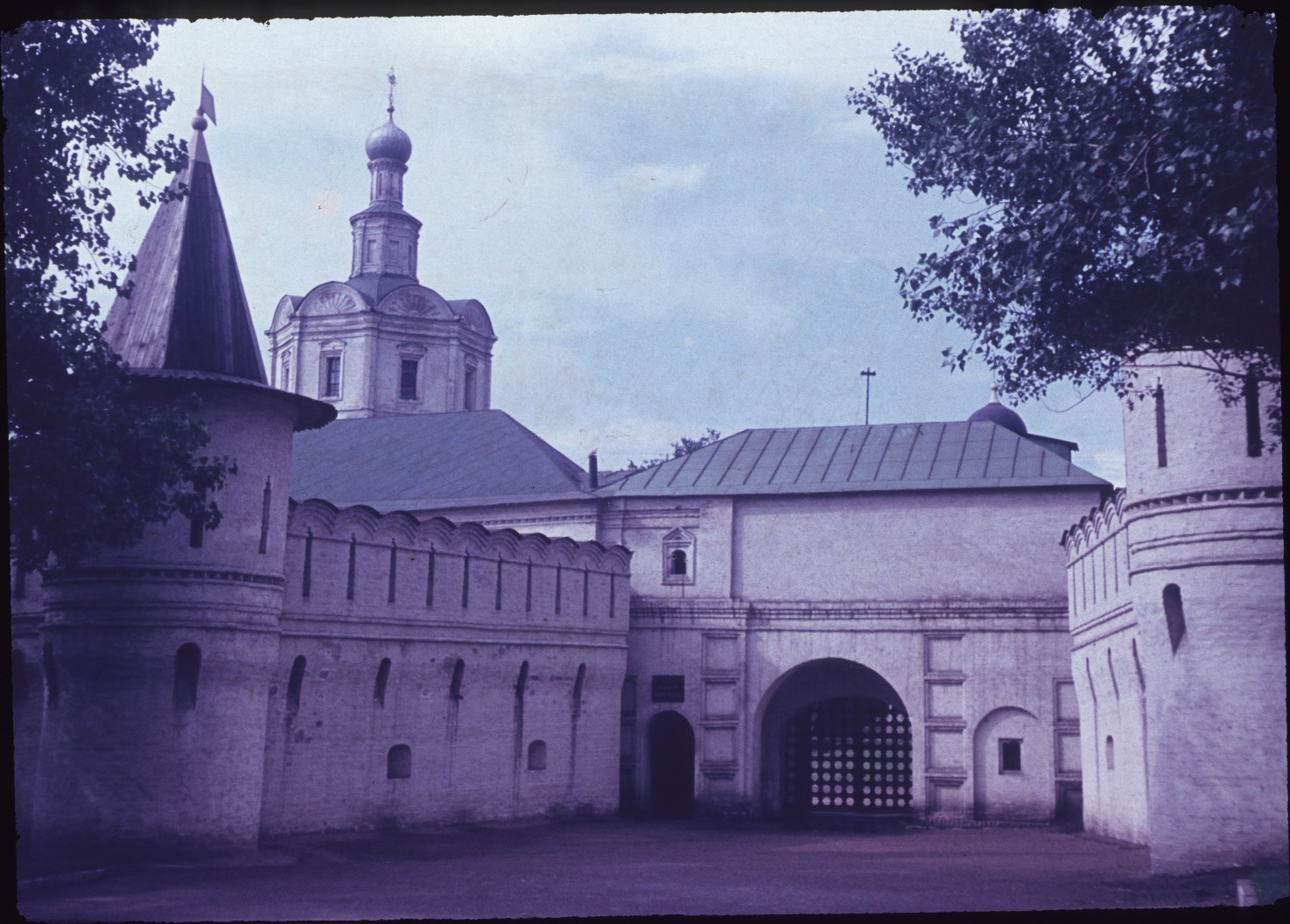
Theophanes der Grieche und Das Schweigen: Andronikow-Kloster
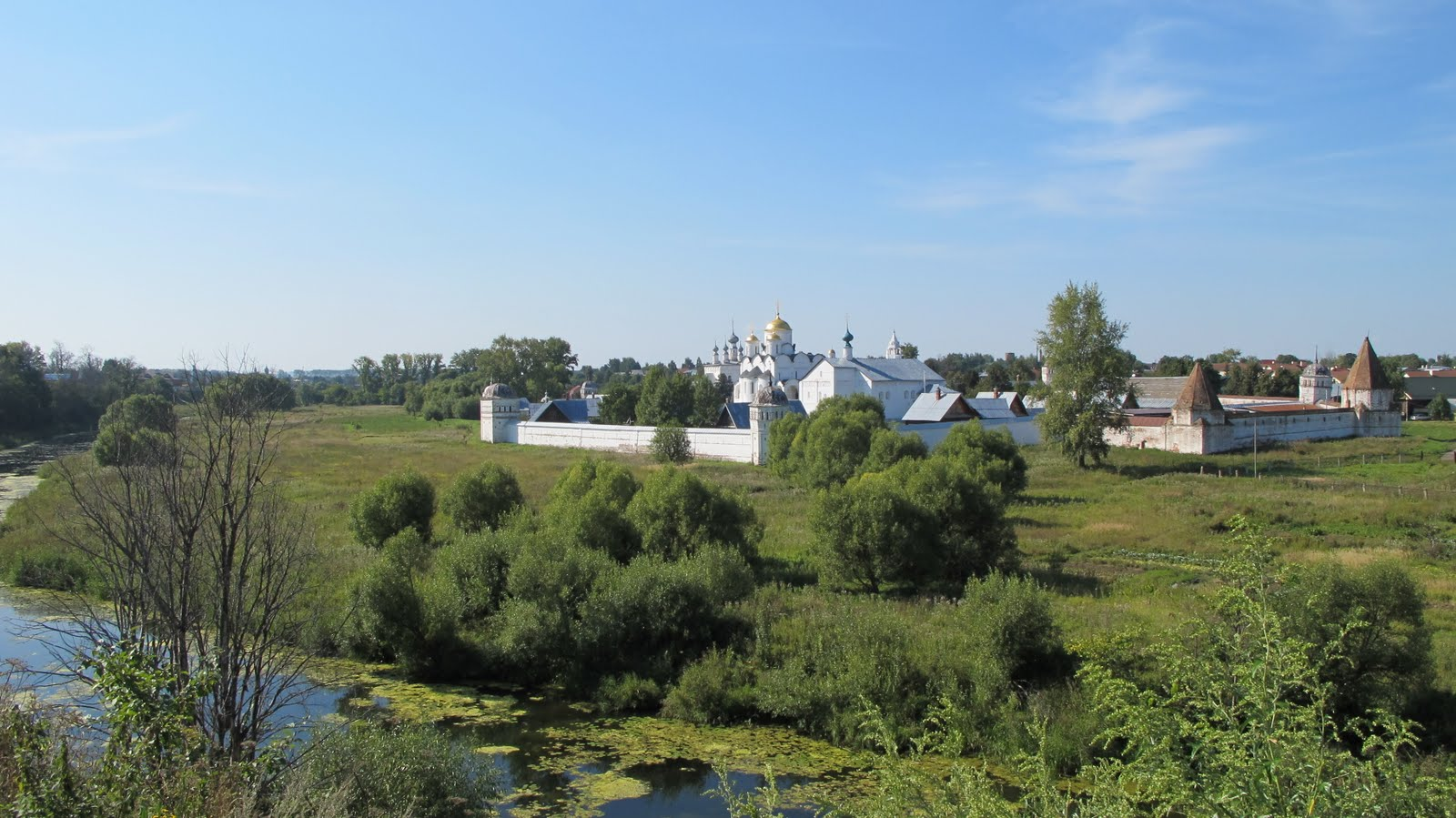
Die Glocke: Susdal

## Freigabe
Andrej Rubljows fünfjährige Odyssee von der formellen bis zur tatsächlichen Freigabe völlig transparent zu machen, ist bislang noch nicht gelungen. Selbst bei Beschränkung auf die wesentlichen äußeren Vorgänge bleibt die Rekonstruktion lückenhaft. Stellt sich zusätzlich die Frage nach den Beweggründen der Beteiligten, stehen deren Aussagen unter dem generellen Vorbehalt, dass sie möglicherweise von taktischen Erwägungen diktiert wurden. Tarkowskis Äußerungen sind davon nicht ausgenommen. Andrej Rubljows Freigabehistorie für die Sowjetunion kann grob in drei Phasen unterteilt werden: 1966, 1967–69, 1970/71.
Als Tarkowski den Film im August 1966 bei Goskino, dem zentralen staatlichen Kontrollorgan, einreichte, wurde dessen offizielle Freigabe an bestimmte Auflagen gebunden. Grundsätzlich bemängelte man seine Länge sowie „Gewalt, Nacktheit und Vulgarität“; die Änderungswünsche wurden üblicherweise konkret angegeben. Tarkowski kam ihnen ganz oder größtenteils nach; in einem Brief an den Leiter von Goskino, Romanow, beklagte er sich über die „endlosen Aufforderungen“ zu weiteren Schnitten und bezifferte die von ihm vorgenommenen auf 37. Damit hatte er den Film auf rund 190 Minuten gekürzt, der jetzt wieder, wie schon im publizierten Drehbuch, Andrej Rubljow hieß. Möglicherweise war es diese (als verschollen geltende) Zweitfassung, die bei seiner ersten, inoffiziellen Premiere Ende 1966 im Moskauer Dom Kino zum Einsatz kam. Das handverlesene Publikum reagierte „ekstatisch“ (Akimow), „überwältigt“ (Turowskaja), aber auch kritisch, vor allem wegen der in einigen Szenen sichtbar werdenden Gewalt. Auf diese zielte auch ein zur gleichen Zeit in einer Moskauer Abendzeitung erschienener Artikel. Ohne Filmtitel und -regisseur zu benennen, bezog er sich auf einen Take aus Andrej Rubljow, der eine brennende Kuh zeigte, und unterstellte, sie wäre bei lebendigem Leib verbrannt. Tarkowski beklagte in einem weiteren Brief an Romanow den Vorgang als Mobbing und verwahrte sich gegen die Anschuldigung: Die Kuh sei durch einen Asbestumhang geschützt gewesen. Im Umkreis Tarkowskis bewertete man den pseudonym verfassten Artikel und den daraus resultierenden „Skandal“ als Versuch, den Film zu diskreditieren.
In dem gleichen Brief an Romanow vom Februar 1967 lehnte Tarkowski weitere Schnitte ab. Zu irgendeinem Zeitpunkt innerhalb der nächsten zwei Jahre entschied er sich jedoch um – auch unter dem Einfluss von Freunden und Kollegen – und kürzte den Film um weitere fünf Minuten. Ein detaillierter Vergleich zwischen den beiden existierenden Fassungen von 205 und 185 Minuten (beziehungsweise 5642 und 5076 Metern) ergab, dass 36 Einstellungen ganz eliminiert und etwa 85 „erheblich gekürzt“ wurden; nur der Epilog sei unberührt geblieben. In einem Interview mit einer französischen Zeitung erklärte Tarkowski im Oktober 1969, worauf seine Änderungen abgezielt hätten: „Wir kürzten bestimmte Gewaltszenen, um beim Zuschauer einen psychischen Schock auszulösen, statt ihn mit einem abstoßenden Anblick zu konfrontieren, der unsere Absichten nur zerstört hätte.“ Der entstehende Eindruck ist der einer „Win-Win-Situation“: Tarkowski kam seinen Kritikern entgegen und stärkte zugleich seine eigene Intention. Folgerichtig favorisierte er in dem gleichen Interview die dritte Schnittfassung gegenüber der ersten. Es war zugleich die, die Ende 1969 in den französischen Kinos anlief, also bereits zwei Jahre bevor sie in die sowjetischen kam.
Im Zeitraum zwischen 1966 und 1969 bemühten sich sowohl Cannes als auch Venedig, Andrej Rubljow auf ihren Festivals zeigen zu können. Von sowjetischer Seite hieß es in der Regel lapidar, der Film sei noch nicht fertig oder es gebe „technische Probleme“. Nach einer zweiten, jetzt offiziellen Premiere (der Drittfassung) im Moskauer Dom Kino am 17. Februar 1969 erhielt Cannes schließlich den Zuschlag, unter der Bedingung, er dürfe nicht im Wettbewerb laufen. Gezeigt wurde Andrej Rubljow dort in einer Sondervorführung am letzten Festivaltag um vier Uhr morgens und erhielt prompt den – als einzigen noch verbliebenen – FIPRESCI-Preis der internationalen Filmkritik. Die sowjetische Delegation war am Vorabend unter Protest abgereist; der zu vermutende Plan, Andrej Rubljow möglichst ohne Aufsehen freizugeben, war gescheitert. Hinzu kam, dass der französische Verleiher in den Folgemonaten dem Druck widerstand, den – legal erworbenen – Film nicht in die Kinos zu bringen. Während (und weil) er 1970 in Frankreich ein ganzes Jahr erfolgreich lief, lag er in seiner Heimat wieder auf Eis.
Vieles von dem, was in der Sowjetunion für oder gegen die Freigabe von Andrej Rubljow unternommen wurde, spielte sich hinter den Kulissen ab. Das Ende der vergleichsweise liberalen Tauwetter-Periode, das zufällig in das gleiche Jahr fiel wie die Publikation des „literarischen Drehbuchs“ (1964), ließ den Raum für Öffentlichkeit noch kleiner werden. Von daher ist unsicher, was nach fünfjährigem Tauziehen letztlich den Ausschlag gegeben haben könnte: die Unterstützung durch einflussreiche Fürsprecher wie den Regisseur Grigori Kosinzew, den Komponisten Dmitri Schostakowitsch oder den Herausgeber von Iskusstwo Kino, Jewgeni Surkow; die vielen Briefe, die Tarkowski und seine zweite Frau, Larissa Tarkowskaja, schrieben, um weitere Befürworter zu gewinnen; der persönliche Besuch Tarkowskajas bei Ministerpräsident Alexei Kossygin; Tarkowskis hartnäckige Weigerung, sich den Forderungen nach weiteren Schnitten zu beugen (was andernfalls vermutlich eine frühere Freigabe bewirkt hätte, nur eben nicht in einer ihm gemäßen Form). Am 20. Dezember 1971 war es schließlich soweit: Andrej Rubljow erlebte seine dritte „Premiere“ in der Sowjetunion, nun endlich für das breite Publikum. Tarkowski notierte in seinem Tagebuch, in ganz Moskau habe man kein einziges Werbeplakat sehen können; dennoch seien alle Kinos ausverkauft gewesen.
Bei der 1971 gezeigten Version von Andrej Rubljow handelte es sich um die von Tarkowski zwei Jahre zuvor glaubhaft favorisierte Drittfassung (185'). Die Frage, ob er zu post-sowjetischen Zeiten sein Bekenntnis revidiert hätte zu Gunsten der Erstfassung (205'), konnte von ihm nicht mehr beantwortet werden (er starb am gleichen Tag, an dem Romanows Nachfolger bei Goskino im Zuge von Perestroika zurücktrat). Robert Bird, einer der führenden westlichen Interpreten Tarkowskis, stellte nach minutiösem Vergleich beider Fassungen grundsätzlich klar, dass die kürzere keineswegs nur das Resultat einer bestimmten Anzahl von Schnitten war. Tarkowski habe auch Sequenzen umgestellt, Dialoge verändert, Musik hinzugefügt, alternative Einstellungen verwendet und sogar solche, die in der Langfassung fehlen. Im Ergebnis zeichne sich die Kurzfassung durch mehr Handlungs- und Motivationsstringenz aus bei gleichzeitiger Verringerung der Interpretationsspielräume; ein Stück weit sei Tarkowski also von seiner Intention abgerückt, den Zuschauer aktivieren zu wollen. Beide Versionen hätten daher ihre Vor- und Nachteile; beide hält Bird für autorisiert und somit auch zu Recht im Umlauf. Gleiches gelte jedoch nicht für die im westlichen Ausland ab 1973 bis in die späten 1980er Jahre kursierenden Fassungen, die Kürzungen enthielten, auf die Tarkowski keinen Einfluss gehabt habe. In einem Fall hatte er immerhin 20 Minuten erlaubt, doch Columbia verdoppelte seine Vorgabe eigenmächtig und versah ihren auf 145 Minuten geschrumpften Andrej Rubljow zu allem Überfluss mit äußerst mangelhaften Untertiteln.

### Synchronisation
Es existieren zwei verschiedene deutsche Synchronisationen des Films, beide 1973 entstanden, eine für die BRD (Arena Synchron) und eine für die DDR (DEFA-Studio für Synchronisation). Zur deutschen Erstaufführung kam es am 13. August 1973 im BRD-Fernsehen auf ZDF. Am 12. Oktober 1973 startete Andrej Rubljow in den Kinos der DDR, im Dezember in denen der BRD.
| Schauspieler/in   | Rolle                  | BRD-Synchro             | DEFA-Synchro        |
| ----------------- | ---------------------- | ----------------------- | ------------------- |
| Anatoli Solonizyn | Andrej Rubljow         | Michael Chevalier       | Helmut Schellhardt  |
| Nikolai Grinko    | Daniil Tschorny        | Heinz Theo Branding     | Gerry Wolff         |
| Michail Kononov   | Foma                   | Wolfgang Condrus        | ?                   |
| Iwan Lapikow      | Kirill                 | Friedrich W. Bauschulte | Klaus Glowalla      |
| Nikolai Sergejew  | Theophanes der Grieche | Arnold Marquis          | Werner Dissel       |
| Juri Nikulin      | Patrikei               | ?                       | Walter Wickenhauser |

## Interpretation

### Thematik

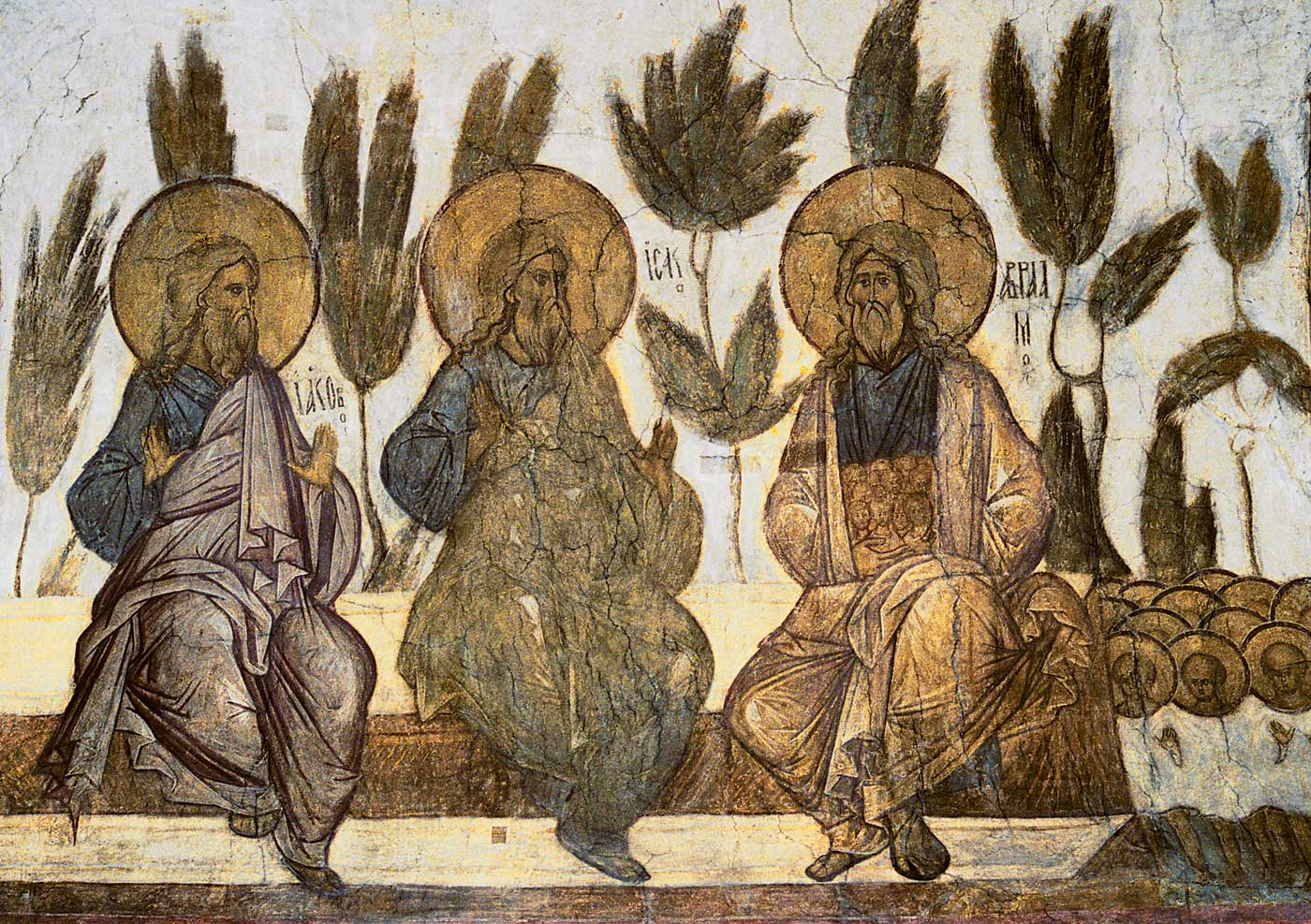
Daniil Tschorny: Busen Abrahams

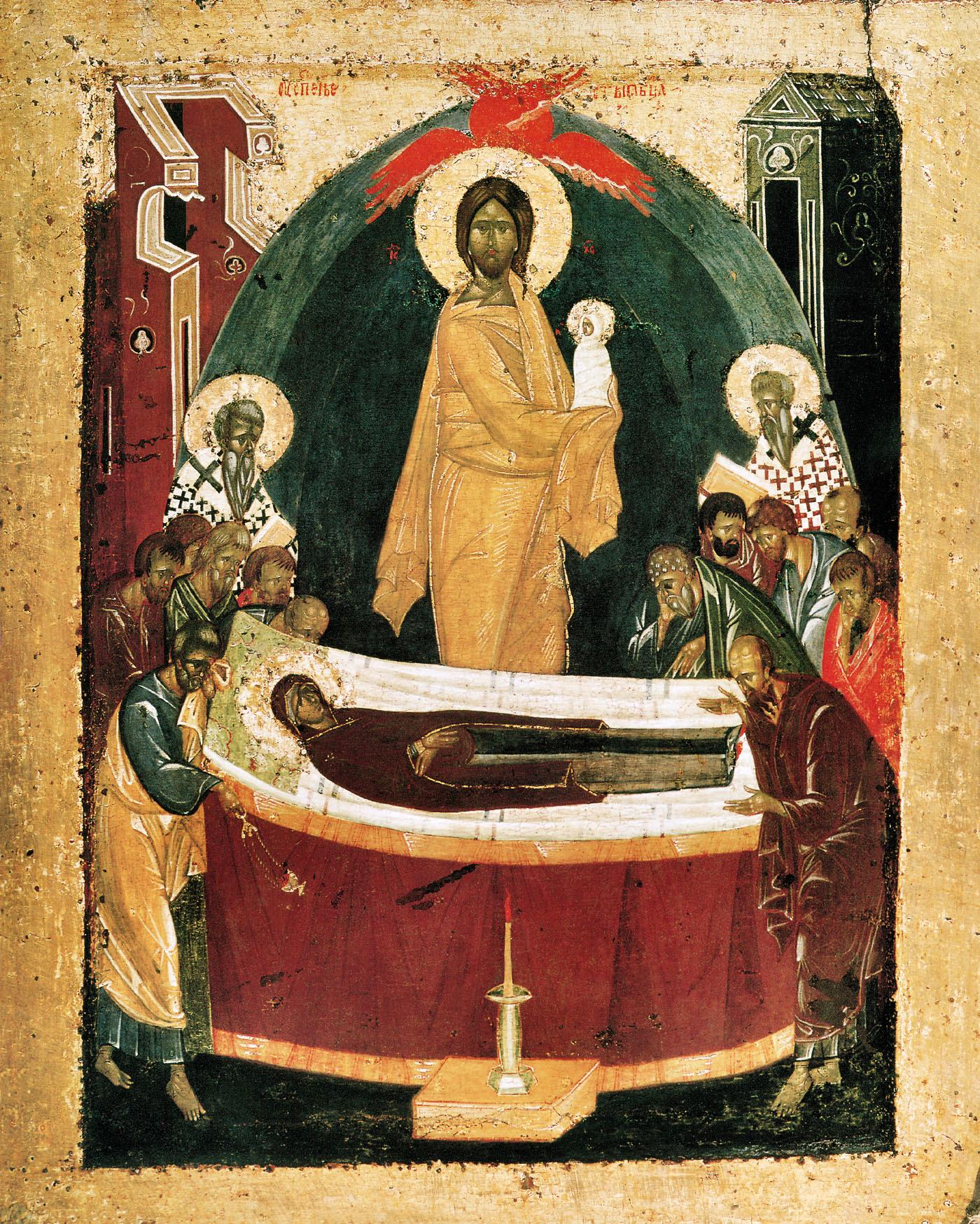
Theophanes der Grieche: Mariä Entschlafung

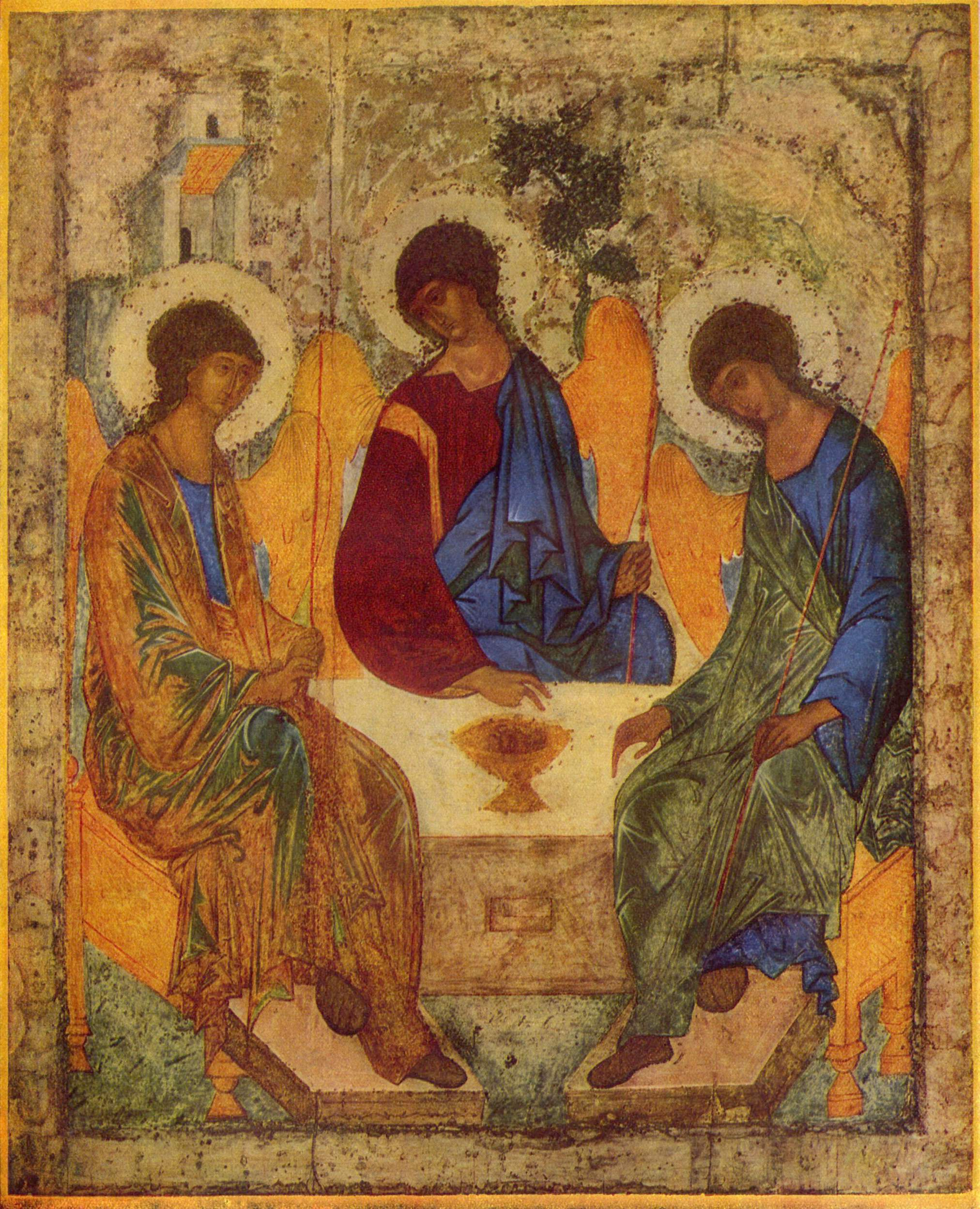
Andrei Rubljow: Dreifaltigkeitsikone

Zur Thematik seines Films hat sich Tarkowski wiederholt ebenso klar geäußert wie zu seiner Intention. „Am Beispiel von Rubljow“, rekapituliert er in Die versiegelte Zeit, „wollte ich die Psychologie des schöpferischen Tuns verfolgen und zugleich die seelische Verfassung und die gesellschaftlichen Emotionen eines Künstlers erforschen, der ethische Werte von so ungeheurer Bedeutung schuf.“ Noch bündiger antwortete er in einem Interview, es gehe ihm um „die Rolle des Künstlers in der Gesellschaft“. Indem er beides, den Einzelnen wie das Ganze, im Blick hat und erklärtermaßen auch nicht nur den einen Künstler, seinen Titelhelden, lässt er ein weites Panorama des gesellschaftlichen Lebens vor dem Auge des Betrachters entstehen.
Drei Bezugsebenen mit rund einem Dutzend Figuren, die sich um den Protagonisten gruppieren, kann man unterscheiden. Eine von ihnen bildet das Dreigestirn der malenden Klosterbrüder Rubljow, Daniil und Kirill. Rubljow vereint Attribute von beiden in sich: die Härte Kirills wie auch die Sanftmut Daniils; die künstlerische Begabung des in sich ruhenden Traditionalisten Daniil ebenso wie die innere Unruhe des talentlosen, aber umso ehrgeizigeren Kirill. Tarkowskis Blick hinter die Klostermauern ist nüchtern-materialistisch: Um das täglich Brot muss hier nicht weniger hart gerungen werden als außerhalb, im einfachen Volk. Der Moment, in dem Rubljow, dem Ruf Theophanes' folgend, seinen väterlichen Lehrmeister Daniil verlässt, lehrt eine wichtige Grunderfahrung im Werdegang eines Künstlers: Er muss sich abnabeln, und der „Vater“ loslassen können. Ganz anders motiviert ist der Aufbruch von Rubljows heimlichem Konkurrenten Kirill. Es ist pure Verzweiflung, die ihn hinaus – und Jahre später, in Reue und Demut, wieder zurück treibt an einen Ort, der zumindest ein Minimum an sozialer Sicherheit verheißt. Die bittere Lektion hat Kirill aber auch menschlich wachsen lassen, zeitweise sogar über Rubljow hinaus: In dem Augenblick nämlich, als er, nach Beichte seiner eignen Sünden, dem seit 15 Jahren schweigenden Weggefährten mit vollem Recht vorwirft, er mache sich noch größerer Sünde schuldig, indem er sein von Gott geschenktes Talent verkümmern lasse.
Die zweite, ebenso offensichtliche Bezugsebene ist die zwischen den beiden großen Meistern der Ikonenmalerei jener Zeit, Rubljow und Theophanes. Auch hier geht es Tarkowski zunächst um mitmenschliches Verhalten. Durch einen direkten Vergleich – ihren Umgang mit einem ihrer Schüler, Foma (einem umgekehrten Kirill: begabt, aber ohne Ehrgeiz) – deutet er einen Wesensunterschied zwischen beiden an. Während Theophanes ihn, wie alle seine Gehilfen, in Bausch und Bogen als „Liederjan“ verdammt, verurteilt Rubljow nicht den ganzen Menschen, sondern nur einzelne Schwächen (Neigung zum Lügen, zur Völlerei) – und das in einem Ton, der Widerspruch duldet. An ihrem divergierenden Menschenbild scheiden sich auch die Geister der beiden großen Künstler, als es zwischen ihnen zur „Sache“ geht: um die Frage, warum sie malen und für wen. Theophanes begreift die Menschheitsgeschichte als Kreislauf, den Menschen selbst als schlecht und stellt seine Kunst daher in den Dienst eines Höheren, unwandelbar Guten – Gott. Rubljow entgegnet, er könne ohne Glauben an den Menschen nicht arbeiten, unterscheidet zwischen schlechten und guten Menschen und benennt sie, mit Bezug auf die Heilsgeschichte, sogar konkret: hier die Pharisäer, dort das einfache Volk. Schon ein einziger „Blick aus der Menge“ genüge, um ihn, Rubljow, an das Gute im Menschen glauben zu lassen.
Es steht außer Frage, für wen Tarkowski in diesem Disput Partei ergreift. Theophanes, der sich selbst als „freien, weltlichen Menschen“ bezeichnet, billigt er größere Krisenfestigkeit im Schaffen zu; die tiefere Wirkung auf den menschlichen Betrachter räumt er aber dem ein, der an das Gute in ihm glaubt; dieser erscheint sogar, durch seinen Dienst am Menschen, als der treuere Diener Gottes, und mithin tiefer religiös. Das korrespondiert auch voll und ganz mit Tarkowskis eigener Kunstauffassung. Er glaubte an die Wirkkraft des „Schönen“, im ästhetischen und ethischen, ja sogar in einem „rein religiösen“ Sinne. Er war ferner überzeugt, dass sie umso stärker auf den Menschen wirkt, je tiefer der Glaube des Künstlers an ihn wurzelt – und dass wahre Tiefe nur durch eigene Erfahrung, durch persönliches Erleben erlangt werden kann. Diese Überzeugung spiegelt sich auch in dem Bild wider, das der Zuschauer von Rubljow gewinnt. Er erlebt ihn als Mensch, der den Mitmenschen sucht, auch in denen, die die Obrigkeit als Ungläubige verfolgt (wie die Heiden), und dem nichts Menschliches fremd ist, auch die Sünde des sexuellen Begehrens nicht; nicht einmal die Tötung eines Anderen bleibt ihm erspart. Freilich kann, wer sich dem Menschen verschreibt, den Boden unter den Füßen verlieren, wie Rubljow, der infolgedessen verstummt. Jedoch: Verzweiflung am Menschen ist heilbar – durch den Menschen selbst.
Wer dieser Mensch für Rubljow ist, liegt auf der Hand: der halbwüchsige Glockengießer Boriska. Er ist die markanteste Figur aus dem Kreis derer, die die dritte Bezugsebene bilden und das Gesellschaftspanorama bedeutend erweitern: handwerklich-künstlerisch Tätige und Wesensverwandte, begleiten sie Rubljow durch den gesamten Film – von Boriska über die Steinmetze und den Gaukler spannt sich der Bogen bis zum Ballonfahrer im Prolog. Die Bedingungen, unter denen sie leben und arbeiten, unterscheiden sich kaum von denen des einfachen Volks; noch dazu sind sie der weltlichen und kirchlichen Obrigkeit, die ihnen Aufträge erteilt oder sie als Häretiker verfolgt, auf Gedeih und Verderb ausgeliefert und riskieren oft genug das nackte Leben – von ihnen kommt nur Boriska mit heiler Haut davon, fürs Erste und wundersam genug. Verkörpert durch den gleichen Schauspieler, Nikolai Burljajew, erscheint der schmächtige Bursche mit dem stählernen Willen wie ein Wiedergänger des Titelhelden von Tarkowskis erstem Film, Iwans Kindheit. Aus Sicht Turowskajas repräsentiert er sogar einen bestimmten Menschentypus, der sich Anfang der 1930er Jahre in der unter Stalin gewaltsam vorangetriebenen Industrialisierung herausgebildet habe: „besessen und uneigennützig, das eigene und fremdes Leben riskierend, keinerlei materielle oder sonstige Privilegien erwartend“, beseelt vom „legitimen sozialen Auftrag“. Tarkowski selbst sah in ihm den „eigentlichen geistigen Helden“ seines Films.
In einem 1967 geführten, aber erst 21 Jahre später veröffentlichten Interview dekonstruiert Tarkowski die herkömmliche Erwartung an das Heldenbild noch weiter. Ohne die Rolle des Individuums in der Menschheitsgeschichte zu leugnen, kritisiert er die Überhöhung Einzelner als „anti-historisch“ und ein Relikt Stalinscher Kulturpolitik. „Hauptprotagonist“ seines Films sei vielmehr das Volk, die (im Entstehen begriffene) „russische Nation als Ganzes“, die sich selbst in einem Zustand „absoluter Unterdrückung“ als fähig erwiesen habe, „enorme geistige Werte zu schaffen“. Den fiktiven Glockengießer und den fiktionalisierten Ikonenmaler begreift er daher lediglich als herausgehobene Repräsentanten ihres Volks – Rubljow dadurch, dass er „in buchstäblich allen seinen Werken“ der durch blutige Machtkämpfe gekennzeichneten Realität „sein“ ethisches Ideal (das heißt sein persönliches und das seines Volks) entgegenhielt: das der Brüderlichkeit, Einheit und gegenseitigen Liebe. Tarkowski erklärt ihn daher auch zu einem Vorläufer der russischen Intelligenzija. Von der „westlichen Intelligenz“ unterscheide sie sich dadurch, dass sie sich nicht allein der Wahrheitssuche, sondern stets auch ihrer „sozialen Berufung“ verschrieben hätte. Nicht von ungefähr sei „Intelligenzija“ erkennbar ein russisches Wort.

### Symbolik

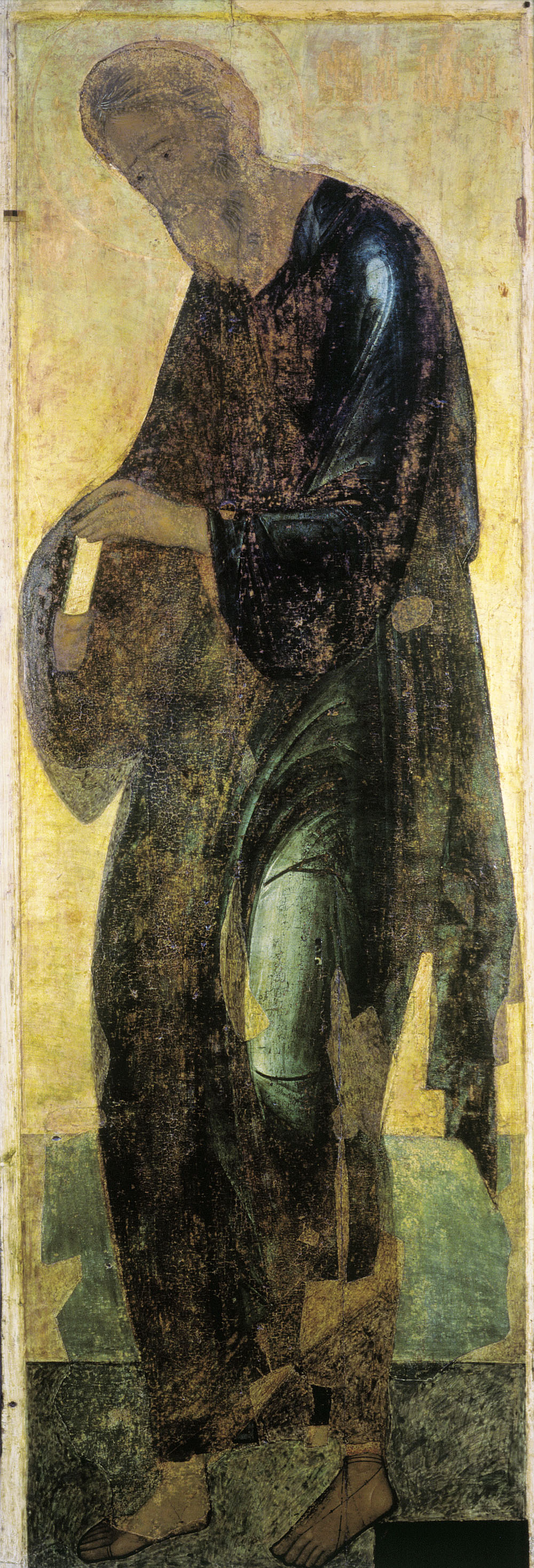
Andrej Rubljow: Apostel Andreas (1408)

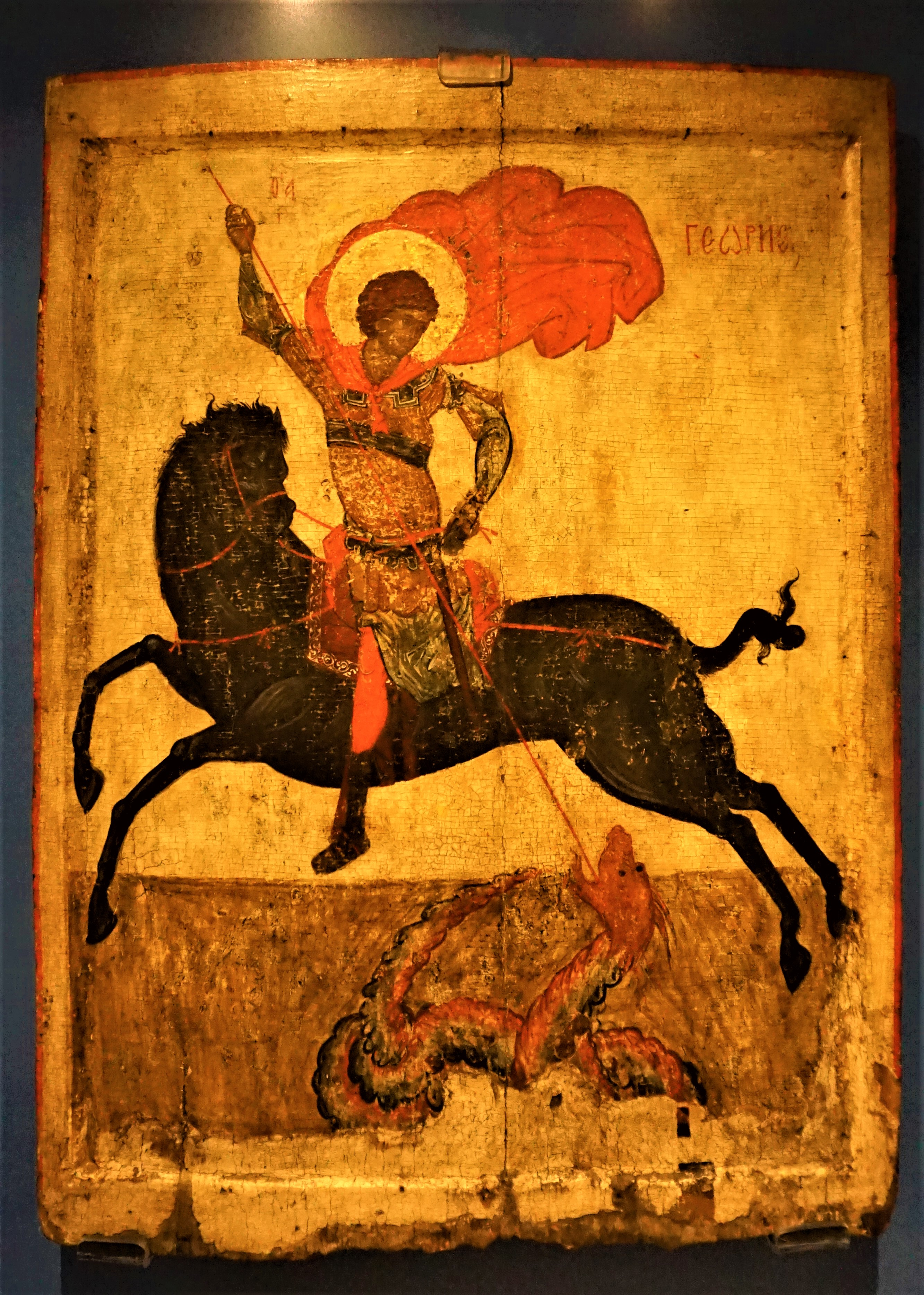
Der Heilige Georg im Kampf mit dem Drachen (15. Jhd.)

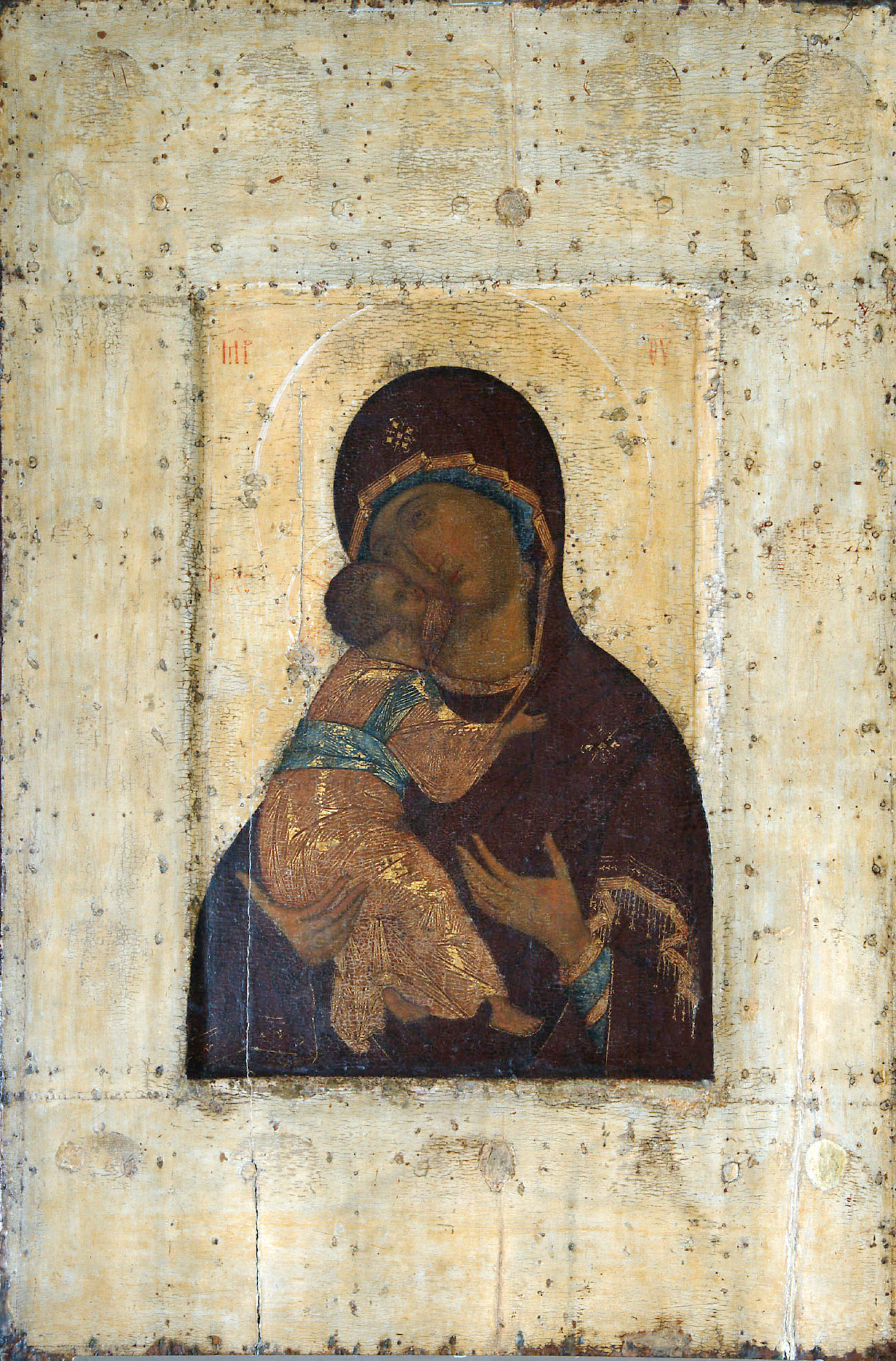
Die Umilenie-Haltung ist am bekanntesten durch die Ikone der „Wladimirskaja“, hier in einer Andrej Rubljow zugeschriebenen Kopie

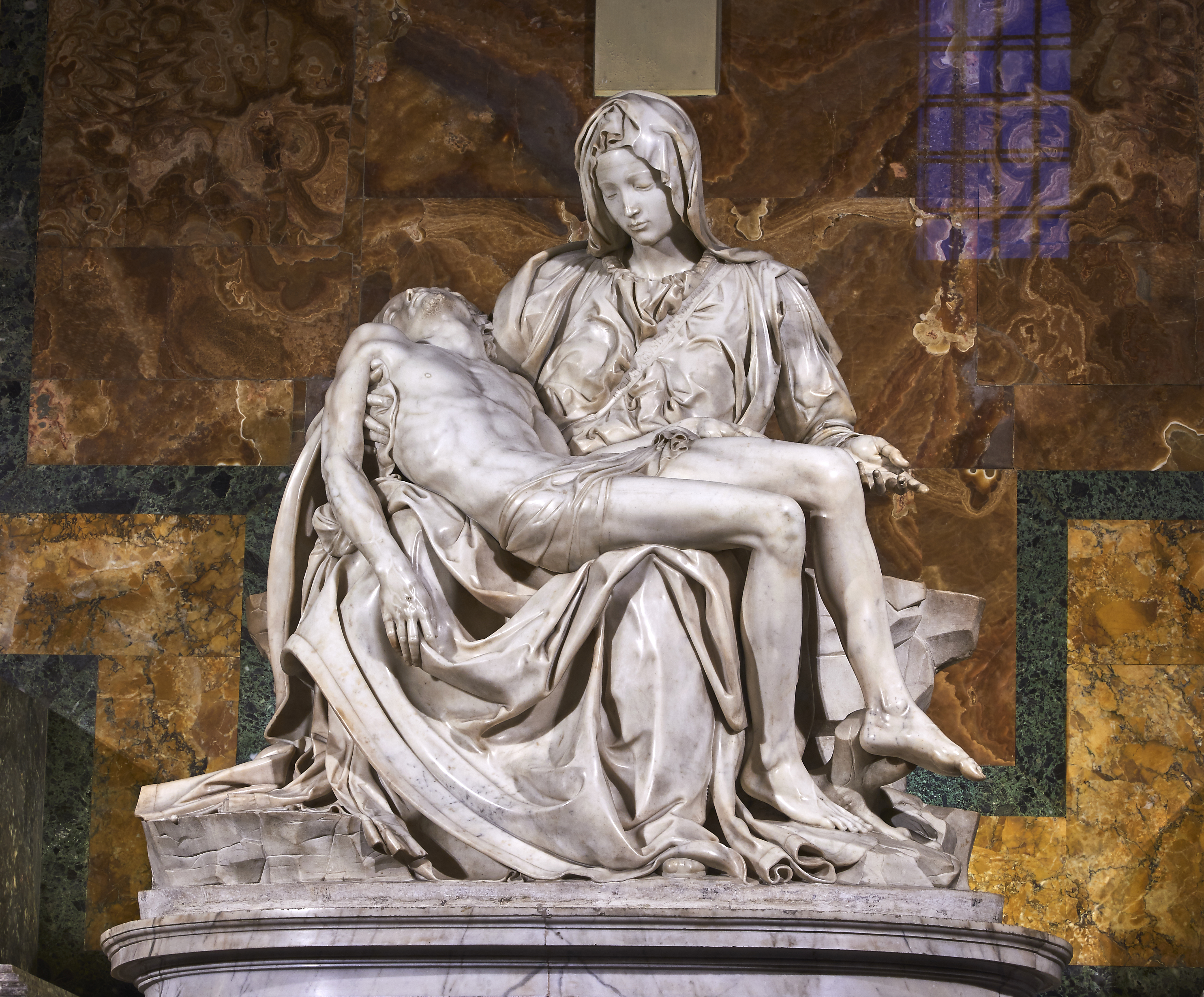
Michelangelo: Pietà (1498–99)

Eine gründliche vergleichende Figurenanalyse erhellt nicht nur die Thematik des Films, sondern auch seinen Symbolgehalt. Das zeigt eine Studie, die sich Filmbiografien widmet und Andrej Rubljow als Beispiel für eine dezentrierte Hauptfigur anführt, exemplarisch am Prolog und der ersten Episode. Handlungslogisch völlig unverbunden, besteht ihre thematische Gemeinsamkeit darin, dass beide „Szenenprotagonisten“, der Ballonfahrer und der Gaukler, sich mit kühnen Ausbruchsversuchen über die schaulustige Menge, der sie selbst entstammen, erheben und für ihre Hybris schwer büßen müssen. Allegorisch kommt darin ihr „menschliches Ausgeliefertsein an die Geschichte“ zum Ausdruck. Wird das auch für den Protagonisten selbst zutreffen? fragt der Film, unausgesprochen, von diesem Punkt an. Die Antwort ist zunächst ein klares Ja: Zwar widersteht Rubljow der Versuchung, ängstlich klein beizugeben und sich opportunistisch anzupassen, zum Beispiel an die gängigen Vorstellungen vom Jüngsten Gericht; das Festhalten an seinen hohen Idealen führt jedoch auch bei ihm zu einem tiefen Fall; sein 15 Jahre währendes Verstummen, als Mensch und Künstler, ist eine um keinen Deut geringere Buße. Ein eingeschränktes Nein ist aber auch möglich: nein, weil er Terror und Unterdrückung übersteht und sich aus der selbstgewählten Isolation befreit; eingeschränkt deshalb, weil er als befreit schaffender Künstler nicht gezeigt wird – das „Happyend“ wird aus der Filmhandlung ausgelagert, in die Zukunft verlegt, in die Rezeption seiner Kunst.
Der an vielen Punkten religiös konnotierten Symbolik des Films geht Natascha Drubek in einem umfangreichen Essay nach. Symbolisch aufgeladen sind allein schon die Namen der beiden Hauptfiguren. Der des Glockengießers verweist auf die ersten russischen Heiligen, die als Märtyrer verehrt wurden, Boris und Gleb; die Diminutiv-Endung (stets wird er Boriska genannt) betone das noch Kindliche, meint Drubek; der hellhaarige Phänotyp seines Darstellers erinnere an die ebenfalls kindliche Märtyrer-Figur Stepok aus Eisensteins Beschin lug und assoziiere einen Heiligenschein. Noch vielfältiger die Bezüge des Titelhelden. Andrej („Andreas“) gilt als Erstberufener der Apostel Jesu, genießt besondere Verehrung in der orthodoxen Kirche, kam den Ostslawen missionarisch am nächsten und ist Russlands Nationalheiliger. Als Apostel, der nicht zu den Evangelisten gehört, „schreibt er die Passion nicht, sondern lebt sie“, so Drubek. Die Drehbuchautoren wiederum, die beide ebenfalls seinen Namen tragen, hätten in Andrej Rubljow auch die Geschichte der russischen Nation schreiben wollen – „jedoch als Passion, das heißt als Leiden, nicht als triumphalen Siegeszug“. Im Ursprungstitel Andreas-Passion schließlich erkennt Drubek eine Analogiebildung zu einem anderen Werk, das die Leidensgeschichte in Kunst verwandelt: der Johannes-Passion von Johann Sebastian Bach, Tarkowskis erklärtem Lieblingskomponisten. Malerei wird so, über den Film, mit Musik verknüpft, Visuelles mit Auditivem – an anderer, zentraler Stelle noch direkter.
In der finalen Episode führt der Film Ton und Bild, Hören und Schauen faktisch und symbolisch zusammen: Der Glockengießer erlöst den Malermönch, das Tönen der Glocke läutet die Wiedergeburt der Ikone ein. Es leuchtet ein, dass Boriskas Handwerk dafür prädestiniert ist wie kein zweites. Dem Glockenläuten komme in der russisch-orthodoxen Kultur eine besondere – auch nationale – Bedeutung zu, die Ikone bedürfe also gerade der Glocke, so Drubek. Die Originalversion des Films führe ihr enges Zusammenspiel noch deutlicher vor Auge und Ohr: durch den dreifachen Gleichklang in ikona und kolokol („Glocke“) sowie durch den Klöppel (im Russischen wörtlich auch „Zunge“), der mit dem Ertönen der Glocke zugleich Rubljows Zunge löst und damit seinen Schwur, der Malerei zu entsagen. Drubek begründet aber nicht nur, warum Tarkowski das scheinbar Irrelevante, die Fertigung einer Glocke, ausführlich schildert, sondern auch, warum er das eher zu Erwartende, den Entstehungsprozess einer Ikone, gänzlich ausspart.
Um den ersten Film zu schaffen, „der das Ikonenthema in der russischen Kultur als ein nationales, religiöses und kulturelles Problem behandelt“, habe der Regisseur, „nach sechs Jahrzehnten a- oder antireligiöser Filme in Russland und der UdSSR“, auf keinerlei Tradition aufbauen können. Die einzige, der er „intuitiv“ gefolgt sei, war ein Tabu aus der Zeit der zaristischen Zensur: Es verbot die Darstellung von Heiligem in bewegten Bildern, zunächst auf der Bühne, später im Film. Tarkowski befolgt es in Andrej Rubljow insoweit, dass er sich und dem Zuschauer nur den Blick auf das fertige Kunstwerk gestattet – im Epilog und in Form einer Einladung zur kontemplativen Schau, die der eines Kirchenbesuchers sehr nahe kommt. Der Schöpfungsakt selbst bewahrt somit sein Geheimnis, liegt aber auch nicht völlig im Dunkel; aus der offenkundigen Wesensverwandtschaft mit dem Glockengießer kann der aktiv mitdenkende Betrachter, den Tarkowski sich wünschte, auf den Malermönch übertragen, was ihm schlüssig und angemessen erscheint.
Es gibt eine Szenenfolge, in der Rubljow eine Ikone zumindest in Händen hält. Auf ihr abgebildet ist ein weiterer Schutzheiliger von Russland und Moskau, der Drachentöter Georg. Der filmische Kontext handelt davon, wie sich die Blendung der Steinmetze anbahnt; Rubljow wird gezeigt als ein am Rande Stehender und beredt Schweigender, der ein sich abzeichnendes Unheil wohl ahnt und es gleichwohl versäumt, die Arglosen zu warnen. Dass er eine Mitschuld vor seinem Gewissen zu verantworten hat, legt die kurze Szene nahe, in der der Großfürst sich in seiner Gegenwart als Anstifter der Untat selbst entlarvt, danach zerstreut für einen Moment auf die gleiche Ikone schaut wie Rubljow und ihre Blicke sich begegnen, im beiderseitigen Wissen, dass es nun zu spät ist, das Verbrechen noch abzuwenden... Das Vermächtnis des Heiligen Georg auf der so bereits entweihten Ikone wird in den beiden folgenden Episoden weiter beschädigt (Russen und Tataren nehmen beim Überfall auf Wladimir seine Pose ein, Rubljow zieht sich vollends ins Schweigen zurück), bevor es ein Dritter schlussendlich rettet – Boriska. Auf seiner Glocke prangt lebensgroß ein Bild des Heiligen Georg; Boriska lehnt sich an ihn an wie ein erschöpfter Held nach siegreich geschlagener Schlacht. Er hat allen Grund dazu, ist doch der Sieg über seinen Drachen, ganz im Sinne Georgs, zugleich ein Dienst am Gemeinwohl.
In der Schlusseinstellung der finalen Episode gehört der aktive Part zunächst einmal Rubljow. Er hält nach Boriska Ausschau; statt eines Triumphators entdeckt er ein am Boden liegendes Häuflein Unglück; statt ihm aufzuhelfen, begibt er sich zu ihm herab, bettet ihn in seinem Schoß, hört ihm zu und spricht beruhigend auf ihn ein. Bei diesem Akt der Mitmenschlichkeit nehmen beide eine Positur ein, die Drubek ikonografisch als Doppelzitat interpretiert, das auf die russisch-orthodoxe Ikonenmalerei einer- und andererseits auf die italienische Renaissance verweise: als „Umilenie“ („Barmherzigkeit“, „Rührung“), eines der ältesten Ikonenmotive, sowie als Pietà („Frömmigkeit“, „Mitleid“) in der Darstellung Michelangelos. Indem Boriska dabei nicht passiv bleibt, sondern sich öffnet und anvertraut, ist ihr Verhältnis durch wechselseitiges Geben und Nehmen bestimmt: Der von Boriska verkörperte „areligiöse Neue Mensch der Renaissance oder der Sowjetepoche“, der aus Erschöpfung zusammenbricht, bedarf des Beistands durch die „zuhörende caritas“ eines religiös motivierten Mitmenschen, der dem Waisenknaben in dem Moment Vater und Mutter ist – und auf den dabei, rückwirkend, der schöpferische Funke überspringt, der in der Folge Werke stiftet, die ihren Schöpfer überdauern, indem sie über viele Jahrhunderte hinweg prägenden Einfluss auf kunstempfängliche Menschen ausüben.
Hohe Symbolkraft wohnt auch dem sich anschließenden Epilog inne. In sich gerahmt wird er durch den Blick auf das Material, das den Malgrund bildet für Ikonen: Holz. Im Übergang von der letzten Episode zum Epilog sieht man zunächst eine Feuerstelle, deren Holzscheite noch schwelen und dann erlöschen, bevor sie in Purpur- und Rottönen wieder „erglühen“ – nicht als Flamme, sondern als Malfarbe. Drubek geht davon aus, dass Tarkowski sich in seiner Auswahl der Ikonenmotive vor allem von deren Farbsymbolik leiten ließ, und interpretiert ihren Bezug zum Filmende so, dass Rubljow „durch das Rot der Zu-Neigung sein Schweigen und durch das demütige Purpurbraun seinen asketischen Hochmut überwindet“. Michaela M. Kastinger-Haslinger, die sich mehr mit den Bildinhalten auseinandersetzt, erkennt in ihrer Abfolge ein dreimaliges „Anlaufnehmen“, das erst auf den Thronenden Christus und dann auf die Dreieinigkeit ziele, bevor es mit einer „vom Feuer und der Zeit lädierten Holztafel, über die jetzt der Regen tröpfelt“, ende. Diese „nackte“ Holztafel, die zugleich den Rahmen des Epilogs beschließt, deutet sie als eine „tabula rasa“. Das entspricht im Grunde dem, was nach Tarkowskis Ansicht das Arteigene von Kunst ausmacht: Während Wissenschaft systematisch aufeinander aufbaue, bringe Kunst Unikate hervor und beginne immer wieder neu.
Auch die Kreisstruktur des Films erklärt sich aus dieser Grundauffassung. Mehrere Lebenskreise werden angedeutet und schließen sich gegen Ende des Films. Zwei der Malermönche kehren in ihr angestammtes Kloster zurück, nachdem sie es zu Beginn verlassen hatten, und zwei wichtige Nebenfiguren tauchen in der letzten Episode noch einmal auf: der Gaukler, der Rubljow attackiert im Glauben, er habe ihn seinerzeit verraten; die „Närrin“, die, in Begleitung eines halbwüchsigen Jungen, beharrlich den Blick Rubljows sucht, als dieser gerade die verwaiste Vaterstelle für Boriska einnimmt. – Den auffälligsten „Kreis“ bilden die Pferde am Ende des Pro- und Epilogs. Tarkowskis bevorzugtes Tier taucht auch an anderen Stellen des Films auf, fällt aber hier noch mehr ins Auge, da es sich noch weniger aus dem Kontext erschließt. Umso größer der Erklärungsbedarf. Kastinger-Haslinger stellt einen Zusammenhang zur tiefenstrukturellen Bedeutung her: zum Tod bei dem einsamen, sich wälzenden Pferd im Prolog, und bei den vier ruhig grasenden Pferden im Epilog zu „Jugend, Kraft, Männlichkeit und Sexualität“. Ihr Verweis darauf, dass es sich jeweils um undomestizierte Tiere handle, schlägt eine Brücke zu Tarkowskis eigenen Aussagen. Bei der Betrachtung dieses „sehr schönen, menschenfreundlichen […] und darüber hinaus für die russische Landschaft so charakteristischen“ Tieres habe er stets das Gefühl, „in direktem Kontakt mit der Essenz des Lebens selbst“ zu stehen. Das Pferd sei für ihn ein „Synonym für Leben“, und mit Bezug auf seinen Titelhelden erklärt er in ungewöhnlicher Direktheit: „Die Anwesenheit von Pferden im Schlussbild bedeutet, dass das Leben selbst die Quelle war für die gesamte Kunst Rubljows.“

### Stil
Chris Marker, einer der besten Kenner von Werk und Autor, hebt in seinem filmischen Porträt des Regisseurs zwei stilistische Eigenheiten hervor. Tarkowskis Kameraperspektive sei der des klassischen Hollywood-Kinos entgegengesetzt: Während man dort eine leichte Untersicht bevorzuge, die die Personen exponiert und effektvolle Himmelsaufnahmen ermöglicht, schaue Tarkowskis Kamera leicht von oben auf die Menschen herab, die wie mit der Erde verwachsen scheinen, mit dem „Urschlamm“, aus dem sie hervorgegangen und wie noch nicht ganz befreit sind. (Tarkowski selbst bezeichnete Andrej Rubljow als einen „Film der Erde“.) Nicht so häufig, aber umso auffälliger sei die „stürzende Sicht“ seiner Kamera, bei der sie sich emporschwingt und senkrecht über dem Geschehen verharrt, als schaue sie mit den Augen des richtenden Pantokrator von der Kuppel einer orthodoxen Kirche herab – in Andrej Rubljow zu erleben, als für die Glocke der Augenblick der Wahrheit unmittelbar bevorsteht. Des Weiteren verweist Marker auf die häufige Wiederkehr der vier „Elemente“ Wasser, Feuer, Erde und Luft in Tarkowskis Filmen und begründet sie mit der Achtung, die Orthodoxe der Natur entgegenbringen, ihrem „physischen Verhältnis“ zu ihr. Kontrapunktisch zu den Figuren, knüpfe jeder Film eine Handlung zwischen diesen vier Elementen, die mal einzeln, mal paarweise behandelt würden. In Andrej Rubljow zeige das bereits die Ballonszene im Prolog: Der Bauer, der sich, gegen seine „Natur“, mit Hilfe des Feuers in die Luft schwingt, dann über dem Wasser schwebt, bis er schließlich zurück auf die Erde stürzt.
„Obwohl die uns umgebende Welt farbig ist“, begründet Tarkowski eine seiner markantesten stilistischen Präferenzen, „gibt der Schwarzweißfilm ihr Bild näher zur psychologischen, naturalistischen und poetischen Wahrheit hin wieder.“ Fast wortgleich hatte er seine Intention für Andrej Rubljow umrissen; folgerichtig daher, dass von vornherein feststand, ihn, wie zuvor schon Iwans Kindheit, in Schwarzweiß zu realisieren. „Der Verzicht auf Farbe“, kommentiert Kreimeier, „belässt den Bildern eine hieroglyphische Kargheit, die einbekennt, dass der Naturalismus des Bildes das reiche Leben der Vergangenheit so wenig ‚einholen‘ kann wie die Ikone das Licht der absoluten Wahrheit.“ Generell ging es Tarkowski in Andrej Rubljow um größtmögliche formale Zurückhaltung; von dem, was er für das Wichtigste hielt – die Ereignisse und die Charaktere – sollte nichts ablenken, indem man es unnötigerweise heraushob, weder durch Sprache, Schauspieler, filmische Techniken noch das historische Ambiente insgesamt. Ganz auf Farbe verzichten wollte er jedoch nicht, auch das war von Beginn an geplant. Im Epilog sollten Rubljows Ikonen und Fresken umso stärker „leuchten“ – um des deutlichen Kontrasts willen zwischen Leben und Realität auf der einen, Kunst und Ideal auf der anderen Seite. Zudem sollte der Zuschauer durch den ruhigen Fluss der Bilder in dem rund acht Minuten währenden Finale die Chance haben zur gedanklichen Reflexion, zur Besinnung kommen können. Ohnehin sind lange Einstellungen ein Charakteristikum von Tarkowskis Stil. Sie ergeben sich logisch aus seinen Überlegungen, was den Film wesenhaft von anderen Kunstgattungen unterscheide: Das „filmische Bild“, meint er, habe in jedem Fall eine zeitliche Dimension, sei „versiegelte Zeit“ – so auch der Titel seines theoretischen Hauptwerks.
Andrej Rubljow wurde vielfach ein dokumentarischer Charakter zugesprochen. Turowskaja bestätigt und relativiert das. Zwar hätten sich beide Drehbuchautoren von der internationalen Tendenz zum Dokumentarischen Anfang der 1960er Jahre beeinflussen lassen und von der „kitschig-trivialen Historienmalerei“ früherer Sowjetfilme entschieden absetzen wollen. Das eigentliche Wesensmerkmal der Filme Tarkowskis sei jedoch ihre Poesie. Tarkowski seinerseits wies diese Zuschreibung mitunter von sich, dann wieder gebrauchte er sie selbst. Weitere Bestätigung erfährt sie durch Kreimeier, dessen Essay über Andrej Rubljow nicht von ungefähr damit schließt, die poetische Kraft einer Szene sinnlich einzufangen. Ausgehend von dem Vorschlag, das vermeintlich „Dokumentarische“ als das aufzufassen, was Tarkowski selbst als „physiologische Authentizität“ bezeichnete und das Geschichte als „atmosphärisch dichte Struktur“ erfahrbar mache, fährt er fort: „Aber schon in diesem frühen Film arbeitete der Regisseur an einer ‚metaphorischen Authentizität‘, die das Physiologische in seiner ganzen Fülle in sich aufnimmt und es zugleich aus seinen raumzeitlichen Bindungen herauslöst. Wenn durch das Dach der zerstörten Kathedrale von Wladimir auf die umherliegenden Leichen, auf den einsamen Rubljow, auf ein herrenloses Pferd und das schlafende Mädchen Schnee herabfällt, besteht die Suggestionskraft dieses Bildes darin, dass die Realität sich gerade nicht ins Vage-Traumhafte verflüchtigt, sondern ihren dichtesten Aggregatzustand findet. Die Zeit hält den Atem an; Anschauung wird zu einer körperlich fühlbaren, unser ganzes Wesen umgreifenden Tätigkeit.“

## Rezeption
Tarkowskis gesamte Schaffenszeit fiel in die Periode des Kalten Krieges. Für die Rezeption seiner Filme hatte das Folgen auf beiden Seiten des Eisernen Vorhangs; bezogen auf die Sowjetunion bedeutete es, dass die kritische Prüfung ihrer möglichen ideologischen Botschaft – in beide Richtungen – in der Regel obenan stand. Bedingt durch seine potenzielle Massenwirksamkeit, sah man im Film zudem die wichtigste Kunstgattung im Wettstreit der Systeme; mit entsprechend strengerer Zensur musste man rechnen. Zugleich war man als Filmemacher, der seine Ideen auf die Leinwand bringen wollte, unter den Künstlern derjenige mit der größten Abhängigkeit von seinen Auftraggebern, zu denen sich noch „Apparatschiks“ aus Partei und Kulturbürokratie gesellten, die zumeist auch nicht offen agierten und argumentierten – alles Negativfaktoren, die sich mit dem Ende der Tauwetter-Periode ab Mitte der 1960er Jahre tendenziell verstärkten. Jeden auch nur etwas widerständigen Künstler kostete das viel Kraft. Mehrere zeitgleich mit Andrej Rubljow entstandene Filme wurden sofort oder nach ihrer Premiere indiziert und blieben über Jahrzehnte unter Verschluss (darunter Andrei Kontschalowskis Asjas Glück, Kira Muratowas Kurze Begegnungen und Alexander Askoldows Die Kommissarin), und mancher junge Regisseur, wie eben Askoldow, verstummte infolgedessen, noch bevor seine Karriere begann. Dass Tarkowski und seinem zweiten Film dies erspart blieb, verdankte sich wohl hauptsächlich seinem fulminanten Debüt auf internationalem Parkett: Der Goldene Löwe von Venedig für Iwans Kindheit bedeuteten weltweites Renommee und ein gewisses Maß an Schutz. Von daher waren auch die Voraussetzungen für die Rezeption von Andrej Rubljow vergleichsweise gut, die an ihn geknüpften Erwartungen ohnehin hoch, in Ost und West. Allerdings waren sie nicht gleich gerichtet. International galten sie eher dem Regisseur, national mehr dem Protagonisten Andrej Rubljow. Von ihm, dem Ikonenmaler, hatte man außerhalb seiner Heimat kaum einen Begriff – innerhalb sehr wohl, auch in der vermeintlich atheistischen Sowjetunion.

### Im Inland

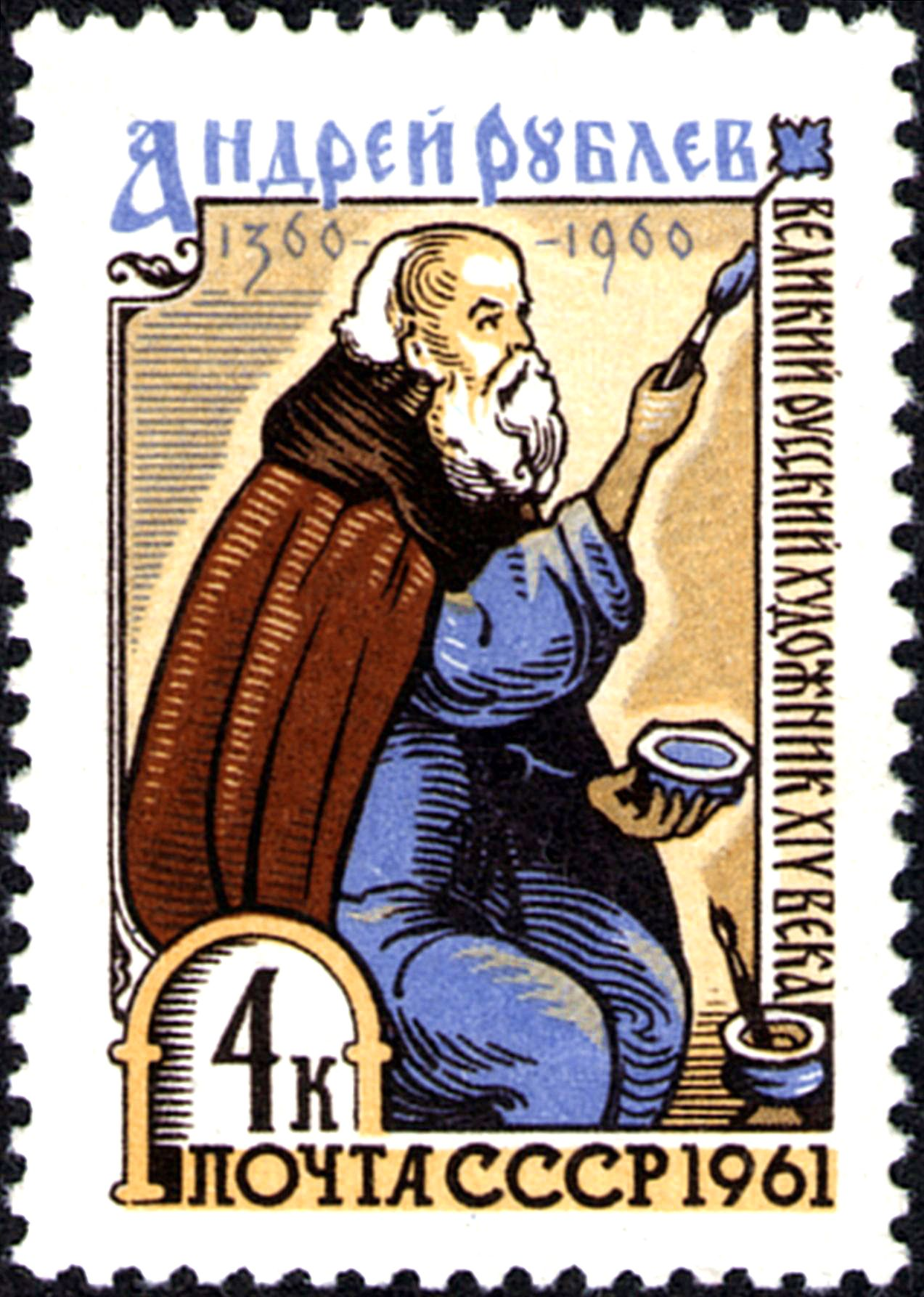
Sowjetische Briefmarke aus Anlass des 600. Geburtstages von Andrej Rubljow

1960 feierte das Mutterland des Sozialismus offiziell den 600. Geburtstag des Malermönchs Andrej Rubljow. Das gründete nicht auf einem plötzlichen Sinneswandel. Unter Stalin hatte sich schon in den 1930er Jahren der ideologische Schwerpunkt vom Marxismus zum Patriotismus verschoben; das öffnete der orthodoxen Kirche, die an der Geburt der russischen Nation wesentlichen Anteil hatte, die Tür für eine Renaissance, und nachfolgend auch einer Reihe historischer Persönlichkeiten, die man im Zuge des Personenkults sogleich zu nationalen Heroen erhob. Zu ihnen gehörte Andrej Rubljow. Zwar konnte man ihm nur ein einziges Werk, die Dreifaltigkeitsikone, mit Sicherheit zuschreiben, aber diese galt als berühmteste Ikone überhaupt; zwar wusste man über das Leben ihres Schöpfers fast nichts, aber das machte die Neugier auf einen Film über ihn umso größer, noch dazu, da es in die national bedeutsame Epoche der „Sammlung der russischen Erde“ fiel. Die daraus folgenden Erwartungen an Andrej Rubljow erfüllten sich nur für einen Teil des Premierenpublikums. „Ein so lebendiges, differenziertes und figurenreiches Panorama altrussischen Lebens“ sei nie zuvor in den sowjetischen Kinos zu sehen gewesen, hieß es von ihrer Seite. Die Gegenpartei machte den Film vor allem daran fest, was er nicht war: kein historischer und kein biografischer, keiner mit einem „positiven Helden“ und kein klassisches Erzählkino. Der Kritiker Lew Anninski führte dies in erster Linie auf das Fehlen biografischer Daten über Rubljow zurück. Vida T. Johnson und Graham Petrie machen tiefere Ursachen für den Unmut verantwortlich: Andrej Rubljow sei auf ein Publikum getroffen, das jahrzehntelang mit patriotischen Epen gefüttert worden war, und habe die kulturellen Mythen von Russlands historischer Größe, die diesen Filmen innewohnten, in Frage gestellt. Das Zentralkomitee der Kommunistischen Partei, als höchste Entscheidungsinstanz, erklärte gar, die „ideologische Fehlerhaftigkeit“ des Films stehe außer Zweifel.
Äußerlich konzentrierten sich die Kritiken an Tarkowski auf zwei Aspekte. Der eine betraf die historische „Faktentreue“. Eine Vielzahl von „Fehlern“ wurde moniert. Beispielsweise verwies man darauf, dass der Zwist der Fürstenbrüder, der im Film ursächlich die Blendung der Steinmetze und den Angriff auf Wladimir auslöst, eigentlich typischer für eine frühere Periode der russischen Geschichte gewesen sei – und wollte damit möglicherweise einen der Gründungsmythen Russlands verteidigen, wonach es, analog zur Konstellation im Großen Vaterländischen Krieg (an die sich Tarkowski in Iwans Kindheit noch hielt), nur einen Feind von außen gab. Zur Historizität von Andrej Rubljow befragt, erwiderte Tarkowski, er kenne keinen Künstler (und mithin keinen Autor eines Spielfilms), der innerhalb der Grenzen der Geschichtsschreibung bleibe; dem zur Verfügung stehenden Material „Gewalt“ anzutun sei nicht nur erlaubt, sondern unumgänglich; dennoch hätten er und Kontschalowski die historische Wahrheit nicht verfälscht; auch ihre Geschichtsberater hätten nichts beanstandet. Der offizielle Berater, V. G. Pasuto, wollte dies jedoch nur mit Bezug auf das „literarische Drehbuch“ bestätigen. Dessen Vorveröffentlichung erwies sich nun als zwiespältige Entscheidung; gedacht, um breitere Unterstützung für ein kontroverses Projekt zu gewinnen, lieferte es jetzt Argumente gegen den fertigen Film. Allerdings war das Publikum, bedingt durch den stark eingeschränkten öffentlichen Diskurs, über die Beweg- und Hintergründe vieler Veränderungen (beispielsweise den Wegfall der Kulikowo-Schlacht) nur unzureichend im Bilde. Dennoch räumen auch Johnson/Petrie ein, dass das „literarische Drehbuch“ einen konventionelleren Film erwarten ließ, mit einem aktiveren Helden und einem klareren „Feindbild“ (aus kirchlicher und weltlicher, in- und ausländischer Obrigkeit).
Der zweite Hauptangriffspunkt war die im Film dargestellte Gewalt. Dem Vorwurf, sie nehme einen zu großen Raum ein, hielt Tarkowski entgegen, die Chroniken jener Zeit seien voll von ihr; ihren Anteil zu verringern hieße die Geschichte in der Tat zu verfälschen. Die ästhetische und ethische Schönheit von Rubljows Kunst, so seine Überzeugung, sei nur verständlich als Gegenentwurf zur extremen Misere seiner Zeit. An eine ähnliche Dialektik glaubte er auch im Hinblick auf sein Publikum: dass gerade die Zumutung von Unschönem ein umso tieferes Bedürfnis nach Schönem bewirken könne. Allerdings musste sie richtig dosiert sein; dem Zuschauer den Anblick eines von extremer Gewalt betroffenen Menschen oder Tieres zu lange zuzumuten, konnte ihn eher abstoßen. In diesem Punkt lenkte Tarkowski ein, indem er die umstrittenste Szene, die der brennenden Kuh, ganz eliminierte und einige andere gezielt kürzte, in denen beispielsweise ein sterbendes Pferd, ein zu Tode geprügelter Hund oder die geblendeten Steinmetze zu sehen waren. Die an diese Szenen geheftete Bezeichnung „naturalistisch“ wies er von sich. Aus seiner Sicht wurde sie, zumindest von sowjetischen Kritikern, als „Schimpfwort“ gebraucht für eine übertrieben grausame Darstellung. Er selbst benutzte den Begriff ganz anders – um, im positiven Sinne, das Wesen von Filmkunst zu erfassen. Das „filmische Bild“, meint er, dürfe nicht „im Widerspruch zu seiner natürlichen Zeit zergliedert“ werden, weshalb die Darstellung notwendig „naturalistisch“ zu sein habe. Tarkowski verwendete also „natürlich“ und „naturalistisch“ in diesem Zusammenhang praktisch synonym.
Als Andrej Rubljow Ende 1971 im dritten Anlauf endlich in die sowjetischen Kinos kam, waren die Begleitumstände so paradox wie all die Jahre zuvor. Offiziell existierte der Film bei seiner Premiere gar nicht; nichts wies auf ihn hin, keine Pressemitteilung und kein Plakat. Nichtsdestotrotz waren die Kinos ausverkauft. Nachdem es fünf Jahre lang hingehalten worden war, wollte sich das Publikum (laut Statistik knapp drei Millionen) endlich selbst ein Bild machen. Tarkowski notierte, alle möglichen Leute hätten ihn angerufen, um ihm, überwältigt vom Film, zu danken. Auch die einheimischen Kritiker näherten sich ihm in den Folgejahren an. Bereits 1977 stellte Neya Zorkaya fest, dass der Film einem normalen Arthouse-Publikum kaum Probleme bereite; er sei „nicht schwierig, sondern ernsthaft, nicht düster, sondern wahrhaftig“. Anfang der 1980er Jahre erschienen zwei Studien über Tarkowskis Filme, eine nur auf Estnisch (Tatjana Elmanovits), die andere zuerst auf Deutsch und später auch auf Englisch und Russisch (Maja Turowskaja). Im Zuge von Glasnost und Perestroika, bedingt aber auch durch seinen frühen Tod, wurde Tarkowski dann „kanonisiert“. Beginnend mit Andrej Rubljow, so die allgemeine Ansicht der post-sozialistischen Kritik, sei der Regisseur einerseits in seiner Heimat missverstanden und -interpretiert worden und andererseits seiner Zeit voraus gewesen. Im Rückblick bewertete Lew Anninski Andrej Rubljow als den wesentlichen, die Extreme seiner Zeit in sich vereinigenden Film der 1960er Jahre sowie als ein wahrhaft nationales Kunstwerk, das die Rückkehr zur russischen „Erde“ eingeleitet habe, die in den Dorfromanen und -filmen der späten 1960er und 70er Jahre so populär werden sollte.

### Im Ausland
Die internationale Erstrezeption von Andrej Rubljow konzentrierte sich zunächst auf Frankreich, wo der Film ab Ende 1969 ein Jahr lang lief, also noch bevor man ihn in der Sowjetunion sehen konnte. Dass auch hier die äußeren Begleitumstände den unverstellten Blick auf ihn behinderten, war weitestgehend den sowjetischen Offiziellen zuzuschreiben: Ihr Tauziehen vor und auf dem Festival in Cannes setzte sich im Anschluss fort, indem man zu verhindern suchte, dass der – legal erworbene – Film den Weg in die französischen Kinos fand. So verwundert nicht, dass ihn die einheimische Kritik ganz gegenwartsbezogen als politische oder persönliche Allegorie wahrnahm, in einem Fall sogar explizit als eine „ohne erkennbaren Bezug zur historischen Wirklichkeit“. Aus den ersten Rezensionen im angelsächsischen Raum wiederum sprach eher Verwirrung. Hauptverantwortlich dafür war Columbia, die 1973 einen fehlerhaft untertitelten und um rund 40 Minuten gekürzten Andrej Rubljow in Umlauf brachten (Tarkowski hatte ihnen die Hälfte zugestanden).
Doch auch auf internationaler Ebene gab es eine zweite und dritte „Welle“ von Kritiken und Studien, die sich Andrej Rubljow auf besserer Grundlage und mit mehr Ertrag näherten. Als gedankenreichste Analyse jener Jahre heben Johnson/Petrie den Beitrag von Bálint Kovács und Akos Szilágyi hervor. Unter anderem befassen sich die beiden Ungarn mit der Bedeutung der Ikone und dem übergreifenden Thema Künstler/Obrigkeit, begründen die Struktur des Films aus dem Thema statt dem Plot, beurteilen Tarkowskis Position aus dem Kontext von Puschkin/Tschaadajew und leiten daraus ab, dass seine Beschäftigung mit der Frage einer kulturell-historischen Mission Russlands nicht im Panslawismus mündete – wie dies andere Interpreten vertreten –, sondern in der Wahrung des geistigen Erbes durch das persönliche Gewissen. Ihren Verweis auf Rubljows Brückenstellung zwischen Byzantinismus und Renaissance verknüpft Klaus Kreimeier, einer der besten Tarkowski-Kenner im deutschsprachigen Raum, mit dem Film selbst, indem er auch Andrej Rubljow als „Symptom einer Übergangszeit“ deutet.
Über Andrej Rubljow wird bis heute weltweit geforscht und publiziert. Die bekannteren Veröffentlichungen aus dem englischsprachigen Raum befassen sich zumeist mit Tarkowskis Gesamtwerk; zum Standard gehören unter anderem die Arbeiten von Mark Le Fanu (1987), Vida T. Johnson/Graham Petrie (1994), Robert Bird (2004 und 2008) sowie Sean Martin (2005 und 2011). Aus Anlass des 100-jährigen Jubiläums des Kinos nahm der Vatikan Andrej Rubljow 1995 in seine Liste der „45 großen Filme“ mit auf. Auch in „weltlichen“ Umfragen rangierte der Film mehrmals weit vorn: 2008 zählten ihn 43 von 100 russischen Regisseuren zu ihren nationalen „Top Ten“ (von denen 39 ihn zuerst nannten); im Sight-and-Sound-Ranking der 100 „Besten Filme aller Zeiten“ von 2012 erreichte er Platz 26 bei den Kritikern und Platz 13 bei den Regisseuren; zwei Jahre zuvor, als der Guardian nach den 25 „Besten Arthouse-Filmen aller Zeiten“ fragte, setzten ihn die Kritiker sogar auf Rang eins. Bemerkenswert auch die besondere Wertschätzung, die Ingmar Bergman für Iwans Kindheit und Andrej Rubljow bekundete: „Tarkowski ist für mich der Größte“, sagte er nach dem ersten Film, und nach dem zweiten: „Das ist der beste Film, den ich je gesehen habe.“

## Urteile
„Für Tarkowski ist Rubljow der erste wahrhaftig russische Künstler und seine Dreieinigkeit das erste genuin russische Kunstwerk, geboren aus den Hoffnungen, Kämpfen und Leiden seiner Zeit. […] Vielleicht ist Rubljow der Künstler, als den Tarkowski sich selbst gern sah und darstellte, und Boriska der Künstler, wie er sich aus seiner eigenen Arbeitserfahrung kannte; wobei beide, wie ihm sehr wohl bewusst war, einander ergänzen mussten.“

„Andrej Rubljow ist der erste (und vielleicht einzige) Film, der unter den Sowjets produziert wurde und der den Künstler als welthistorische Figur und die rivalisierende Religion des Christentums als Axiom der historischen Identität Russlands behandelt.“

„Andrej Rubljow ist Tarkowskijs Gegenentwurf zu jener bigotten Ikonenmalerei des sozialistischen Realismus, die in den patriotischen Geschichtsfilmen der fünfziger Jahre zu einer besonderen Form von stalinistisch-dogmatischem Byzantinismus erstarrt war. „Humanisierung“, also die (Wieder-)Einführung des Menschen in den historischen Prozeß, war um 1960 ein Schlagwort der Kulturbürokratie und das Pflichtpensum der Stunde – nun kam jemand, für den die Ehrfurcht vor dem Menschen und die Achtung der Subjektivität so selbstverständlich waren wie die Luft zum Atmen. Wenn Rubljow, der auch mit Fra Angelico verglichen wurde, den neuen Subjektivismus, also das Lebensgefühl der Renaissance, als ein „Geschenk der abendländischen Kunst“ in Rußland einführte, so war dies ein häretisches Geschenk – und gerade an dieser Häresie war Tarkowskij interessiert.“

## Auszeichnungen
- 1969
  -  Filmfestspiele in Cannes: FIPRESCI-Preis der internationalen Filmkritik
- 1970
  -  Prix du Syndicat Français de la Critique in der Kategorie Bester ausländischer Film
  -  Étoile de Cristal in der Kategorie Beste ausländische Darstellerin für Irma Rausch
- 1973
  -  Jussi in der Kategorie Bester ausländischer Film[87]
  -  Asolo Art Film Festival: Großer Preis (als erster Gewinner dieses Festivals überhaupt)[88]

### Drehbücher
- Andrej Rubljow. Russisch mit optionalen deutschen Untertiteln. Tarkowskis dritte Schnittfassung (183'). Bonusmaterial: Tarkowskis Diplomfilm und Filmessay von Walter Ruggle. Blu-Ray. trigon-film 2014. OCLC 898175230
- Andrej Rubljow. Deutsch. Tarkowskis dritte Schnittfassung (174'). Icestorm Entertainment 2005. OCLC 773980500[Anmerkung 7]

Online
- Andrej Rubljow. Teil 1 auf YouTube, abgerufen am 14. Juni 2020. Russisch mit deutschen Untertiteln (und Werbung). Tarkowskis dritte Schnittfassung (81').
- Andrej Rubljow. Gesamter Film auf der offiziellen Seite von Mosfilm, abgerufen am 5. März 2021. Unter „смотреть фильм“ kann gewählt werden zwischen Teil 1 und Teil 2 (Russisch mit deutschen Untertiteln) sowie dem gesamten Film (nur Russisch mit russischen Untertiteln plus russischem Audiokommentar). Tarkowskis dritte Schnittfassung (175').
- Strastni po Andreju. Gesamter Film auf YouTube, abgerufen am 5. März 2021. Russisch. Tarkowskis erste Schnittfassung (205').

### Sekundärliteratur
Bücher
- Robert Bird: Andrei Rublev. British Film Institute, London 2004, ISBN 978-1-84457-038-6. (englisch)
- Robert Bird: Andrei Tarkovsky. Elements of Cinema. Reaktion Books, London 2008, ISBN 978-1-86189-342-0. (englisch)
- Vida T. Johnson, Graham Petrie: The Films of Andrei Tarkovsky. A Visual Fugue. Indiana University Press, Bloomington (Indiana) 1994, ISBN 978-0-253-20887-3. (englisch)
- Mark Le Fanu: The Cinema of Andrei Tarkovsky. British Film Institute, London 1987, ISBN 978-0-85170-194-3. (englisch)
- Sean Martin: Andrei Tarkovsky. Kamera Books, Harpenden 2011, ISBN 978-1-84243-366-9. (englisch)
- Andrej Tarkowskij: Die versiegelte Zeit. Aus dem Russischen von Hans-Joachim Schlegel. Ullstein, Berlin/Frankfurt a.M./Wien 1988, ISBN 978-3-550-06393-0.
- Andrej Tarkowskij: Andrej Rubljow. Die Novelle. Limes Verlag, München 1992, ISBN 978-3-8090-2319-7.
- Maja Turowskaja: Andrej Tarkowskij. Film als Poesie – Poesie als Film. Aus dem Russischen von Felicitas Allardt Nostitz. Felicitas Allardt Nostitz: Spuren der Deutschen Romantik in den Filmen Andrej Tarkowskijs. Keil Verlag, Bonn 1981.

Filmessays
- Lisa Alissova: Tarkowski und der Ikonenmaler. Arte 2020, online verfügbar bis 4. Juni 2022, abgerufen am 10. März 2021.
- Chris Marker: Ein Tag im Leben des Andrej Arsenjewitsch. Aus dem Englischen von Thomas Schultz. Amip/La Sept Arte/I.N.A./ Arkeion Films 1999.

Online
- Natascha Drubek: Glocke und Ikone. Tarkovskijs Film Andrej Rublev. Universitätsverlag, Potsdam 2016, abgerufen am 6. März 2021.
- Klaus Kreimeier: Andrej Rubljow. In: Peter W. Jansen, Wolfram Schütte (Hrsg.): Andrej Tarkowskij. Band 39 der Reihe Film. Carl Hanser Verlag, München/Wien 1987. Zweitveröffentlichung auf filmzentrale.com, abgerufen am 6. März 2021.
- Michaela M. Kastinger-Haslinger: Der Film „Andrej Rublëv“ von Andrej Tarkovskij. Eine Reflexion unter Einbeziehung filmtheoretischer und -geschichtlicher Aspekte. Diplomarbeit. Wien 1998, abgerufen am 6. März 2021.